# Gubin
Gubinⓘ (em alemão: Guben, em baixo sorábio: Gubin) é um município e uma comuna urbana no oeste da Polônia. Pertence à voivodia da Lubúsquia, no condado de Krosno. É a sede da comuna rural de Gubin. Está localizado na margem direita do rio Neisse (Nysa Łużycka) e rio Lubsza. Gubin está localizada na parte polonesa da Baixa Lusácia, na fronteira com a Alemanha, e até 1945 era a parte oriental da cidade de Guben. De 1975 a 1998, pertenceu administrativamente à voivodia de Zielona Góra.
Estende-se por uma área de 20,7 km², com 16 321 habitantes, segundo o censo de 31 de dezembro de 2021, com uma densidade populacional de 788,5 hab./km².
Até 21 de dezembro de 2007, as seguintes passagens de fronteira funcionavam aqui: passagens de fronteira rodoviárias e ferroviárias.

## Toponímia
O nome original da vila era o nome lusaciano Gubin. Após a conquista dos polábios do rio Elba das tribos sérvias lusacianas que viviam na Lusácia na Idade Média, o nome foi posteriormente germanizado para Guben. Em 1613, o regionalista e historiador da Silésia, Mikolaj Henel de Prudnik mencionou a cidade em seu trabalho sobre a geografia da Silésia intitulado Silesiographia, dando-lhe seu nome em latim: Gubena. A administração polonesa restaurou o nome antigo em 1946.

## História

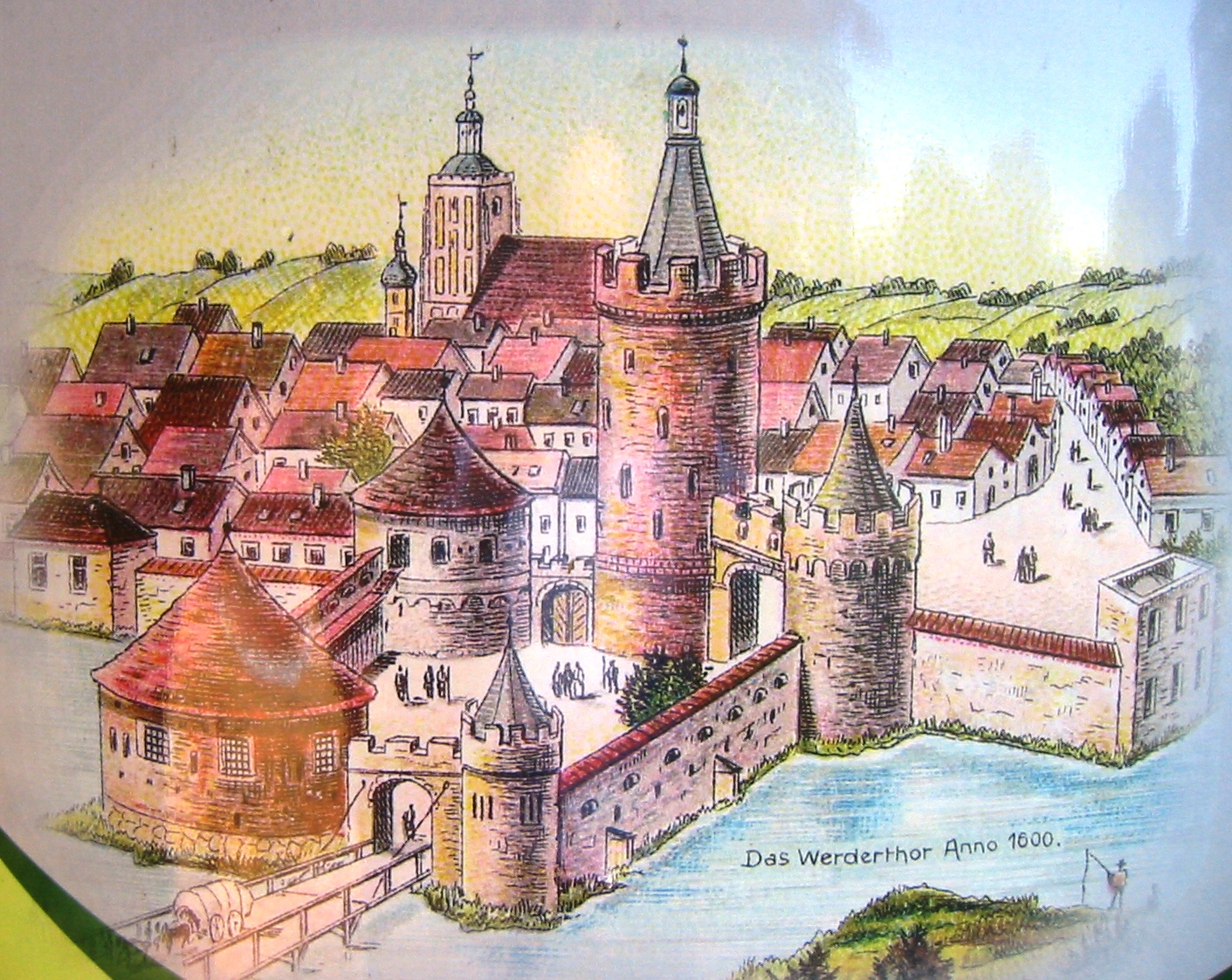
Desenho retratando Gubin em 1600

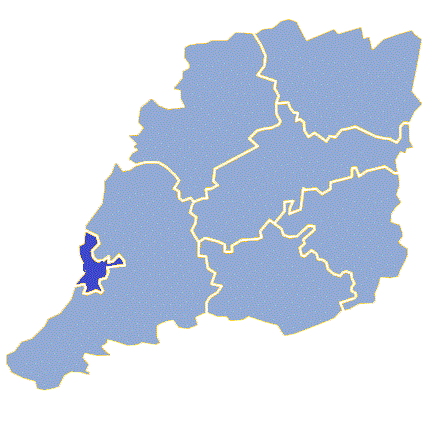
Localização da cidade-comuna no mapa do condado de Krosno

A área em torno de Gubin no início da Idade Média foi o local de confrontos entre os saxões sob o comando de Henrique I da Germânia e as forças eslavas dos sorábios e poloneses lusacianos. Ela foi mencionada pela primeira vez no início do século XIII (1211) em um documento de Henrique I, o Barbudo, que isentava o sal importado de Gubin de taxas alfandegárias e declarava que ela tinha o direito de armazenamento. Em 1 de junho de 1235, das mãos do Marquês de Meissen e das Marcas Orientais, Henrique Illustris, Gubin recebeu um privilégio de fundação e direitos municipais da Lei de Magdeburgo e, em 1311, o direito de cunhar sua própria moeda e de poder ser cercada por muros. Apesar de pertencer à Lusácia, Gubin também estava ligada à região da Lubúsquia, pois as paróquias católicas locais estavam sujeitas à diocese de Lebus. Em 1367, com a Baixa Lusácia, tornou-se parte da Boêmia. Depois que a Lusácia foi incorporada à Boêmia, o país foi governado por governadores nomeados pelos reis da Boêmia e que os representavam. O primeiro governador da Alta e Baixa Lusácia foi João de Torgau, seguido por João Polenz a partir de 1413. Em outubro de 1419, o exército hussita invadiu a Baixa Lusácia. Após o cerco malsucedido de Bautzen, eles tomaram Meissen e, de lá, avançaram para Dresden antes de voltar para a Baixa Lusácia. Eles resistiram em cidades mais fortemente fortificadas, como Cottbus e Luckau. Gubin, que assumiu a defesa, foi rapidamente capturada em 20 de outubro, apesar de suas fortes fortificações. As crônicas registram que a cidade foi completamente devastada e incendiada e que os habitantes morreram, embora informações escritas muitos anos depois digam que as atrocidades hussitas foram muito exageradas. Em 1437, foi capturada e destruída pelos hussitas. Entre 1469 e 1490, Gubin foi governada pelo Reino da Hungria. Uma igreja sorábia foi construída em Gubin em 1563 e, até 1844, as missas eram realizadas nessa igreja no idioma sorábio. Em 1669, um novo cemitério foi construído na área de Gubin (na atual rua Królewska). Vinte anos depois, o prefeito lançou a pedra fundamental da igreja do cemitério. A arquitetura do edifício era modesta: de construção esquelética, com planta retangular, coberta por um telhado de quatro águas encimado por um sino.
A primeira informação sobre um prefeito em Gubin é de 1353. Nos séculos XVI, XVII e XVIII, dois, três ou até mesmo quatro prefeitos (consul regens, procônsul, exconsul) ocorreram simultaneamente. Durante esse período, todos os anos, no dia de São João, o conselho elegia quatro prefeitos entre seus membros, com dois (prefeito e vice) no cargo a cada semestre. Durante o período medieval, as funções no conselho da cidade não eram remuneradas. A primeira menção de uma remuneração monetária para o prefeito data de 1543. Naquela época, ele recebia 25 florins e, em 1557, 33,5 florins.
Em 1635, com a maioria da Baixa Lusácia, a cidade tornou-se parte do Eleitorado da Saxônia. De 1697 a 1706 e de 1709 a 1763, Gubin ficou nas fronteiras do Estado da União polaco-saxônica. No início da Grande Guerra do Norte, em 1700, por ordem do rei Augusto II, o Forte, um armazém de grãos foi instalado em Gubin para atender às necessidades do exército saxão. Em 1749, uma rota postal que conectava Varsóvia e Dresden passava por Gubin. Em 1751, graças ao rei Augusto III, uma casa da moeda foi fundada na cidade, onde a cunhagem de szelągs de cobre poloneses e, em 1752, de grossos de cobre começou no mesmo ano.

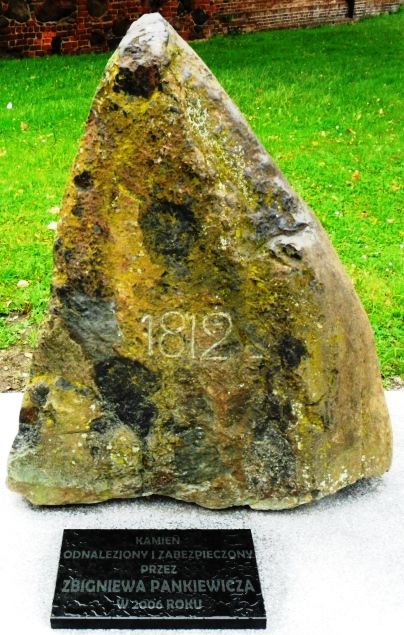
Pedra de 1812 comemorando a marcha das tropas napoleônicas através de Guben

Após a derrota de Napoleão e da Saxônia que o apoiava, tornou-se parte do Reino da Prússia, conforme as disposições do Congresso de Viena, em 1815. As crônicas dizem que a população de Gubin relutou em fazer essas mudanças. Segundo o sistema administrativo prussiano, Gubin recebeu a classificação de cidade distrital no Distrito administrativo de Frankfurt. Assim, tornou-se um centro administrativo e judicial, onde muitos departamentos e instituições tinham suas sedes: o Conselho Provincial, o gabinete de impostos, o escritório do sal, a inspetoria de construção e o fundo distrital. Além disso, uma pequena guarnição militar estava estacionada em Gubin. Naquela época, ela se tornou a maior cidade da Baixa Lusácia, com uma população de cerca de sete mil habitantes. Ela manteve essa vantagem até 1871, quando Cottbus passou a se destacar em termos de população. Em 1925, Cottbus tinha mais de 50 mil habitantes, enquanto Gubin tinha cerca de 41 mil. Desde o início, as duas cidades estavam entre as mais importantes do Distrito administrativo de Frankfurt. Em 1 de julho de 1816, a lei nacional totalmente prussiana foi introduzida em Gubin, assim como em toda a Baixa Lusácia. Devido a disputas de longa data com o conselho municipal, a burguesia acolheu a nova lei municipal prussiana para cidades de 17 de fevereiro de 1831. A lei introduziu mudanças na forma como os órgãos do governo local eram nomeados. O conselho municipal era selecionado por eleição. Os habitantes das cidades cuja renda anual fosse de pelo menos 200 táleres ou que possuíssem terras no valor de pelo menos 300 táleres tinham o direito de participar. Os cidadãos com renda anual de mais de 200 táleres ou terras com valor superior a um mil táleres, respectivamente, podiam ser eleitos. Não sabemos quantos dos 8 767 habitantes de Gubin atenderam aos requisitos de votação. Nas eleições realizadas em dezembro de 1831, as cadeiras de deputados do conselho municipal foram conquistadas por 30 pessoas (a cidade foi dividida em seis distritos, com cinco deputados eleitos em cada um). No século XIX, foram construídas linhas ferroviárias: em 1846, a abertura das linhas para Berlim e Breslávia (uma das mais antigas no território da atual Polônia), e em 1870 para Krosno Odrzańskie. Em 1871, a cidade tornou-se parte da Alemanha. Entre 1904 e 1938, os bondes circularam em Gubin.
Durante a Segunda Guerra Mundial, uma filial do campo de concentração de Gross-Rosen estava localizada no vilarejo. Em 1945, a cidade sofreu enormes danos (aproximadamente 90%), houve combates particularmente ferozes nas chamadas “Montanhas da Morte”, que terminaram em 28 de fevereiro de 1945 com a captura da cidade pelas tropas do 3.º Exército de Guardas da Primeira Frente Ucraniana (após a guerra, um Memorial da Fraternidade e Gratidão foi erguido na então Praça da Gratidão em homenagem aos soldados soviéticos). Durante a Conferência de Ialta, os aliados traçaram a fronteira da Polônia do pós-guerra ao longo das linhas dos rios Óder e Neisse lusaciano, o que fez com que a parte da margem direita da cidade fosse incorporada à Polônia com seu nome atual. A população existente foi deslocada para a Alemanha. Entre outros, pessoas deslocadas das fronteiras orientais vieram para a cidade.

## Monumentos históricos
O registro provincial de monumentos inclui:
- A cidade nas seguintes ruas: Piastowska–Nadbrzeżna–Roosevelta–3 Maja
- Igreja da Santíssima Trindade de meados do século XV, século XVI
- Muralhas defensivas com torres, séculos XIV e XV:
  - Torre do portão Ostrowska — o monumento, juntamente com fragmentos do muro de defesa, data da virada dos séculos XV e XVI. Esse objeto fazia parte do sistema de defesa do Portão Ostrowska
  - Portão e muros na rua Maja, 3 — faz parte das fortificações do muro ocidental do Portão Ostrowska
  - Torre Dziewicza — estava localizada no canto mais oriental da muralha da cidade. Ela data do mesmo período que a torre do Portão Ostrowska
  - Portão e muros na rua Dąbrowskiego — portão decorativo com muros de natureza ornamental. Um símbolo da arquitetura romântica. Refere-se às antigas muralhas defensivas da cidade medieval. O proprietário da empresa de navegação, Wilhelm Wilke, construiu as “muralhas de defesa” em 1892 para separar o pátio de navegação da área do parque. Foi uma espécie de presente para a cidade
- Prefeitura, do século XV/XVI
- Casa, rua Bohaterów, 3, meados do século XIX
- Casa, 1, 3, 6, 8, 11, 15, rua Dąbrowskiego — mansão e jardim, 22, meados do século XIX, início do século XX
- Casa, rua Jedności Robotniczej, 6, em enxaimel, de 1820
- Casa, rua Konopnickiej, 4, do século XVIII
- Mansão, rua Kunickiego, 4, de 1881–1887, depois de 1920: jardim, fonte, gazebo de madeira
- Casas, 3, 5, 7, rua Lenino, de meados do século XIX
- Casas, rua 3 Maja, 3, 14, do século XIX/XX
- Casas, rua Obrońców Pokoju, 1, 5, 7, meados do século XIX, início do século XX
- Casa, rua Oświęcimska, 1 — casa de campo e jardim, 2, 3, 4, de meados ao final do século XIX
- Casa de Wilhelm Pieck, rua Pieck, 5
- Casas, rua Racławicka, 1, 6, início do século XX
- Casas geminadas, rua Roosevelta, 8, 10, do século XIX/XX
- Casas, 4, 5, 12, 14b, 16, 17, 18, 19, 26, 27, 28, 29, 33, 35, 44, 46, 55, 58, 74, do século XIX/XX
- Casas, 2, 4, 6, 8, 10, 12, 13, 14, 16, 17, 18, 19, 45, início do século XX; n.º 20, 22, 24, século XIX/XX
- Casas, rua Wojska Polskiego, 9 — casa de campo e jardim, 20, 22, 25, 59, meados do século XIX
- Casas, 6, 11, 13, rua Wyspiańskiego, início do século XX.
- Mansões com jardins, 1, 18, 20, 22, 24, 26, depois de 1920
- Casa, rua Żwirki i Wigury, 24, do final do século XIX
- Casas, 13, 15, 16, 19, rua Platanowa, meados do século XIX, início do século XX
- Padaria, dois prédios, rua Fabryczna, 5, do século XIX/XX
- Adega com um anexo, rua Piwna, 1, do século XIX/XX

Monumentos de Gubin
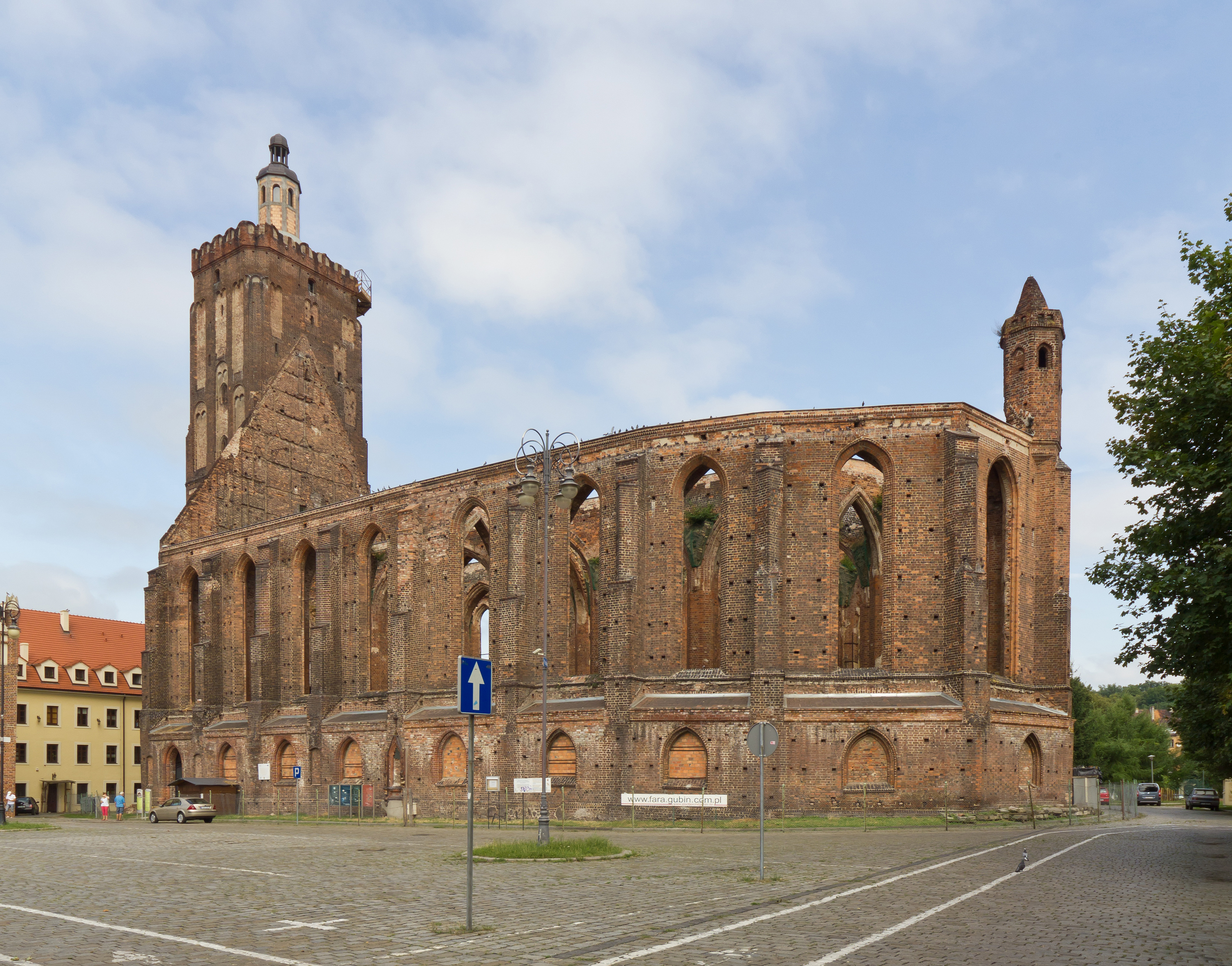
Ruínas da igreja paroquial
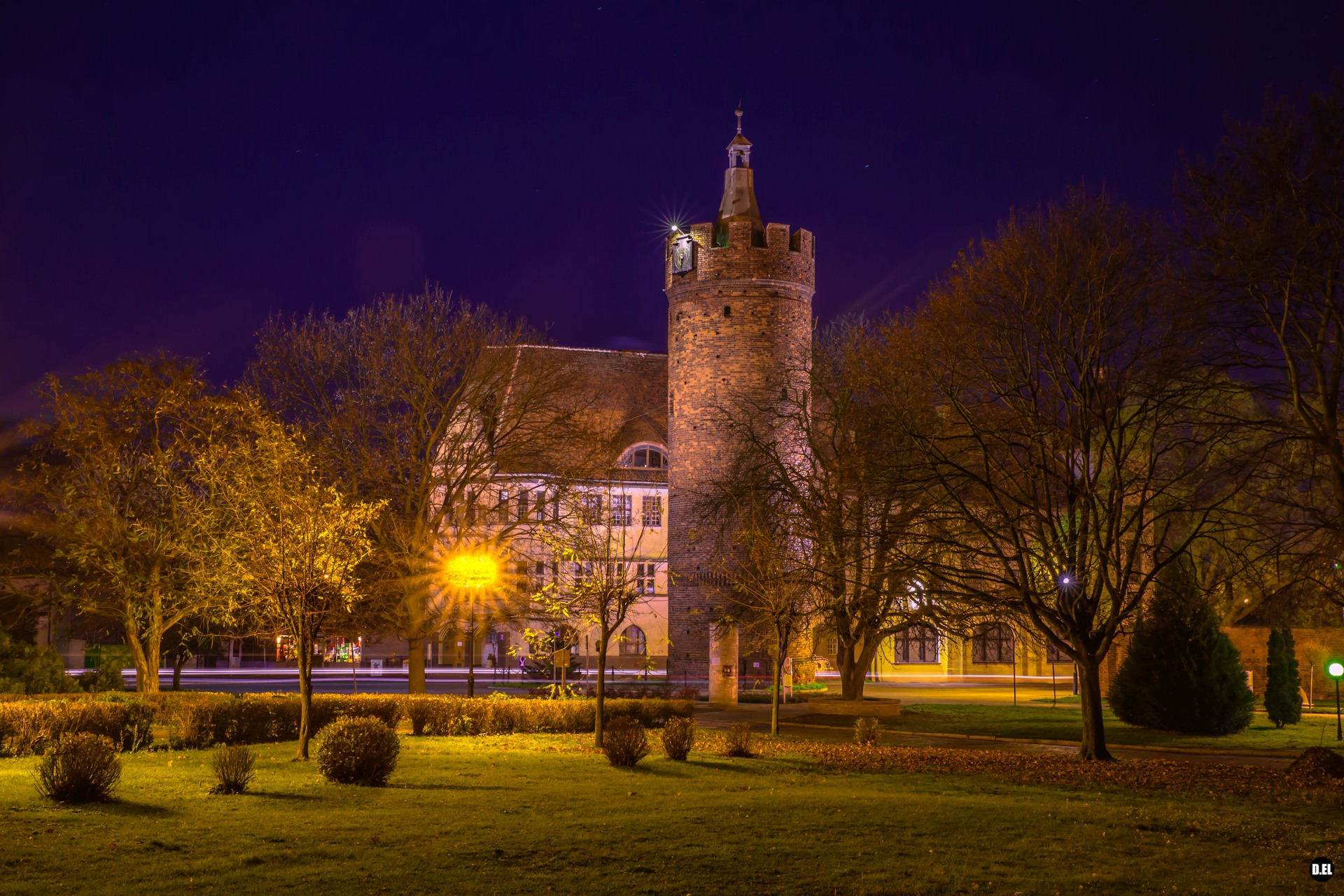
Torre do Portão de Ostrowska
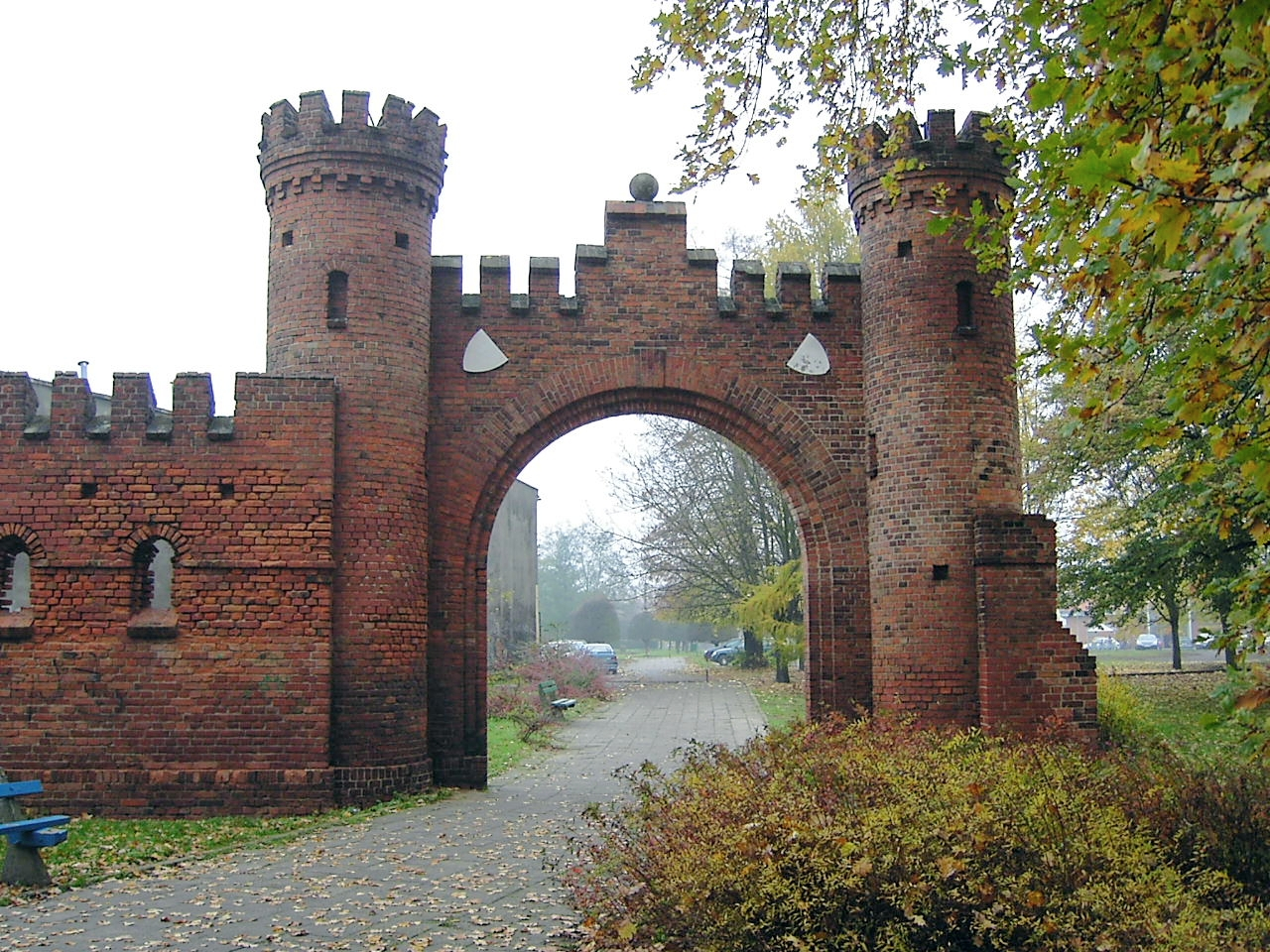
Portão e muros na rua Dąbrowskiego
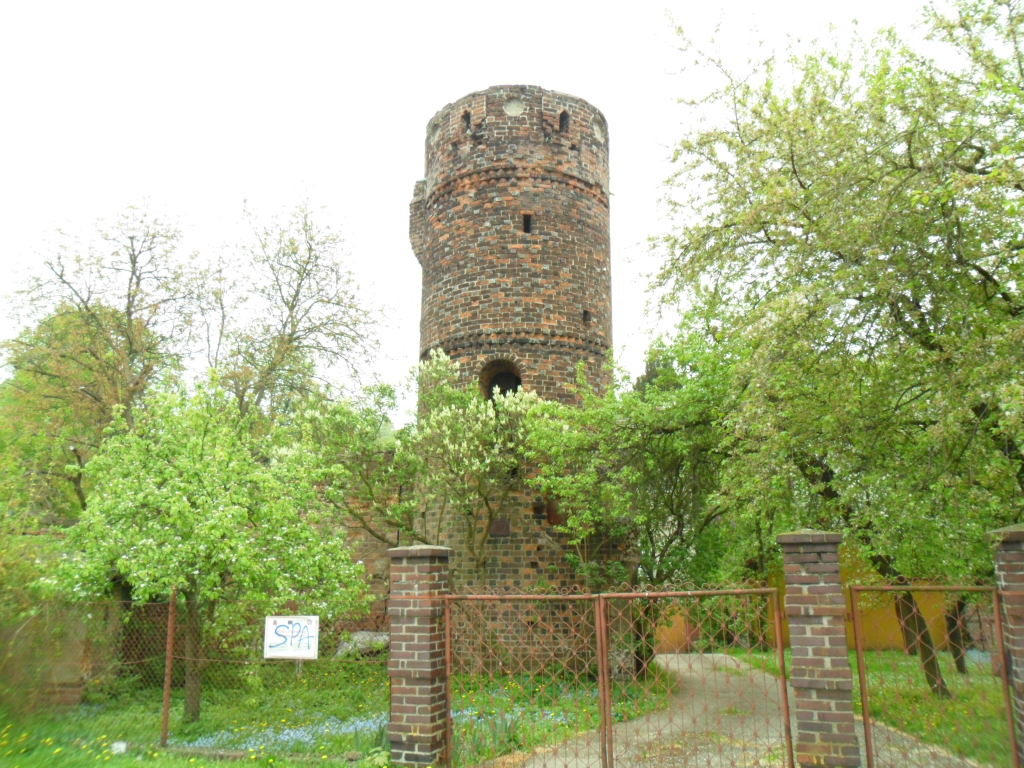
Torre da Virgem
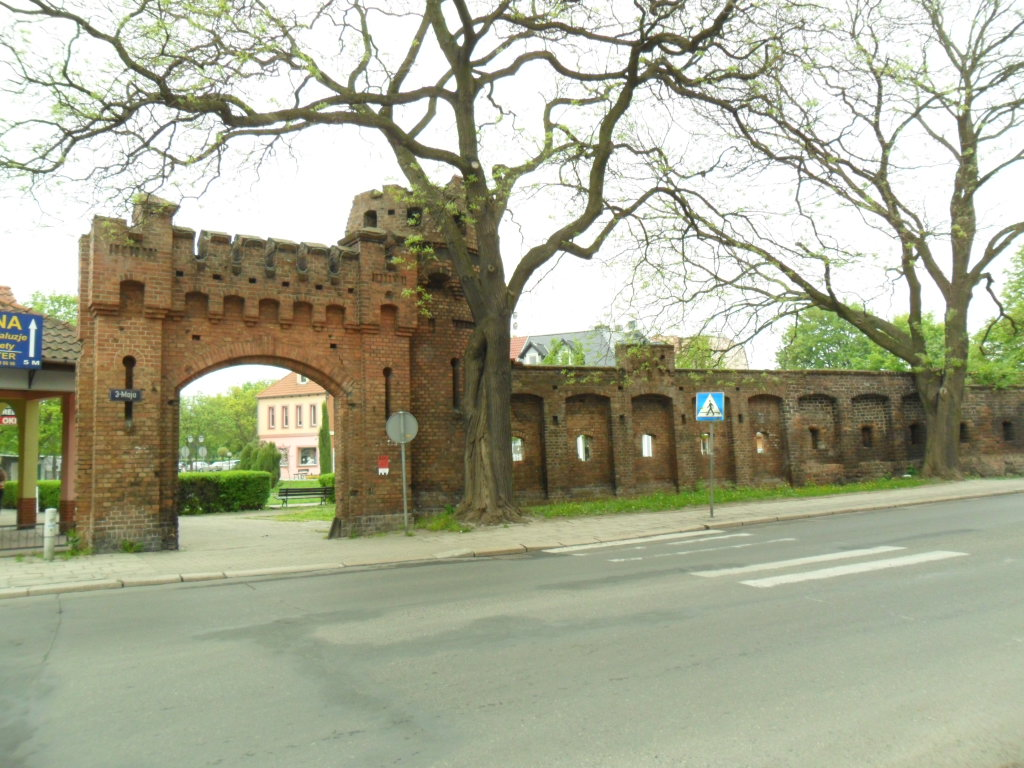
Portão e muros na rua 3 Maja
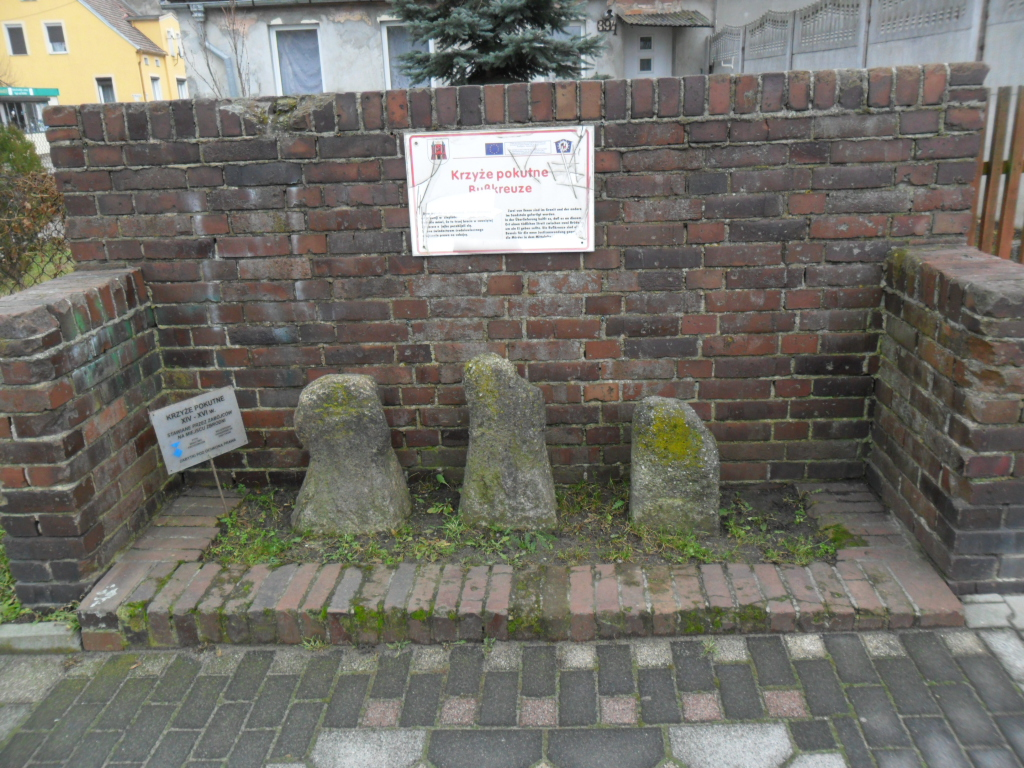
Cruzes antigas de pedra
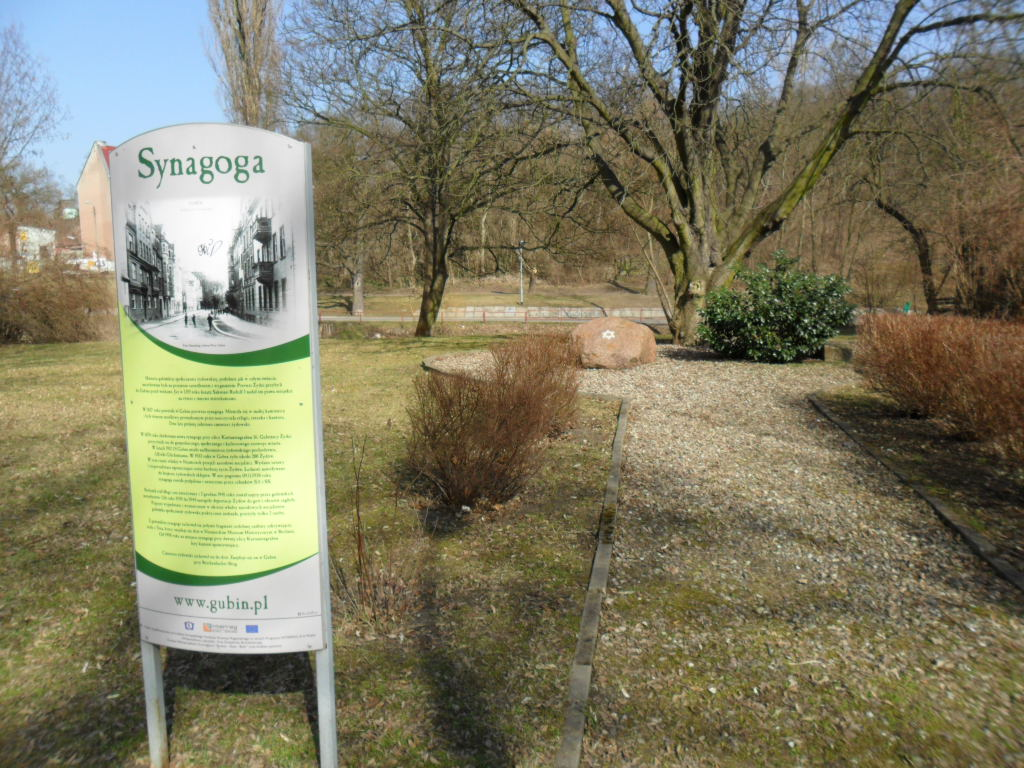
Local onde ficava a sinagoga

Outros monumentos:
- Sinagoga — existia na cidade desde 1878, mas foi destruída durante a “Noite dos Cristais” de 9 e 10 de novembro de 1938. Hoje, esse local de eventos é comemorado por uma pedra memorial localizada na rua Dąbrowskiego
- Três cruzes de pedra feitas de granito, situadas lado a lado no cruzamento das ruas Kołłątaja e Śląska. Sua origem e idade são desconhecidas. Os observadores locais às vezes levantam a hipótese de que sejam as chamadas cruzes penitenciais.[21] Essa suposição não se baseia em nenhuma evidência e se baseia em uma identificação injustificada de todas as cruzes de pedra monolíticas antigas com cruzes penitenciais. Uma lenda diz que elas são cruzes que comemoram uma trágica altercação entre três irmãos que, durante um período de grande fome, brigaram por um ovo e se mataram.[22]

## Parques

Parques em Gubin
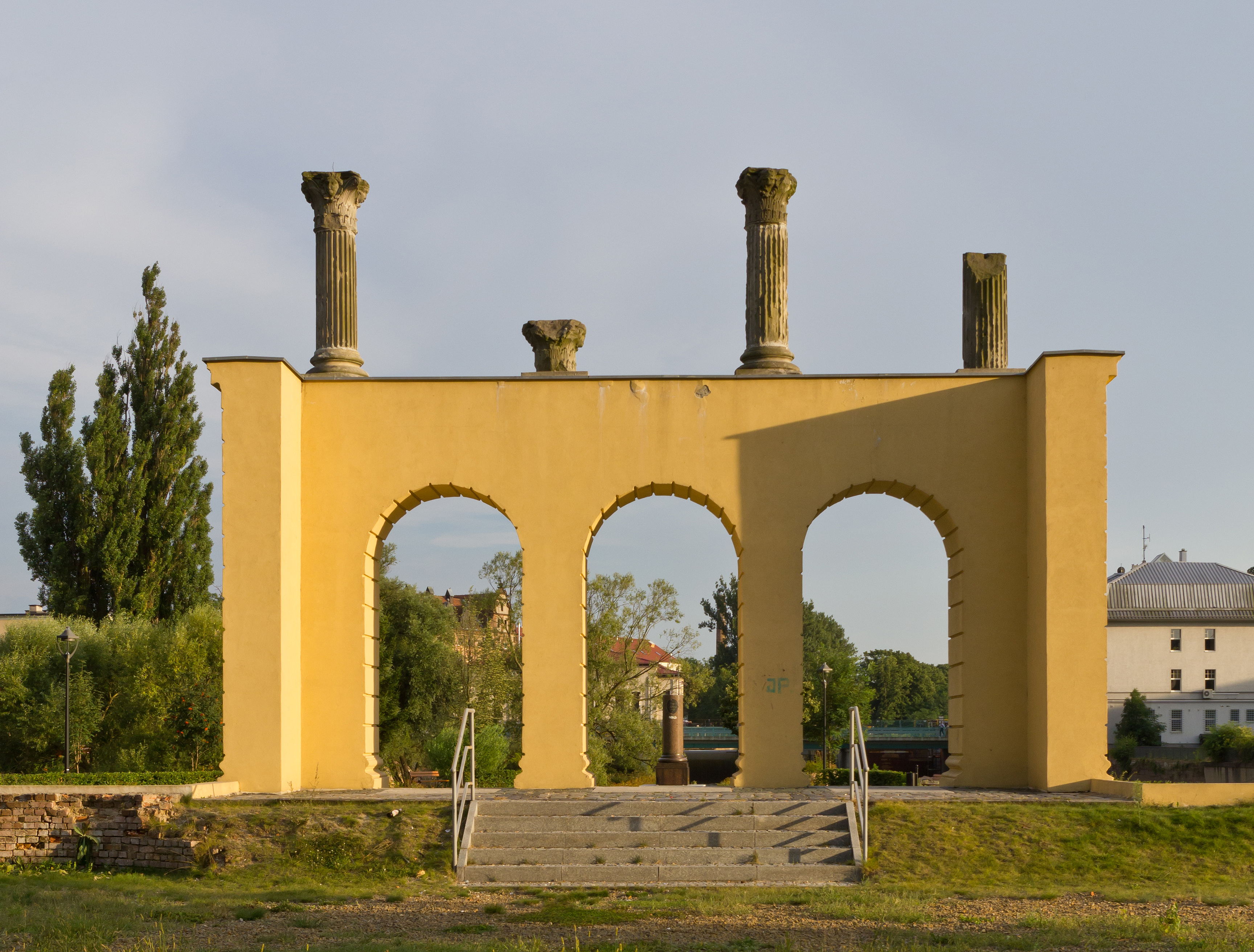
Restos do teatro na Ilha do Teatro
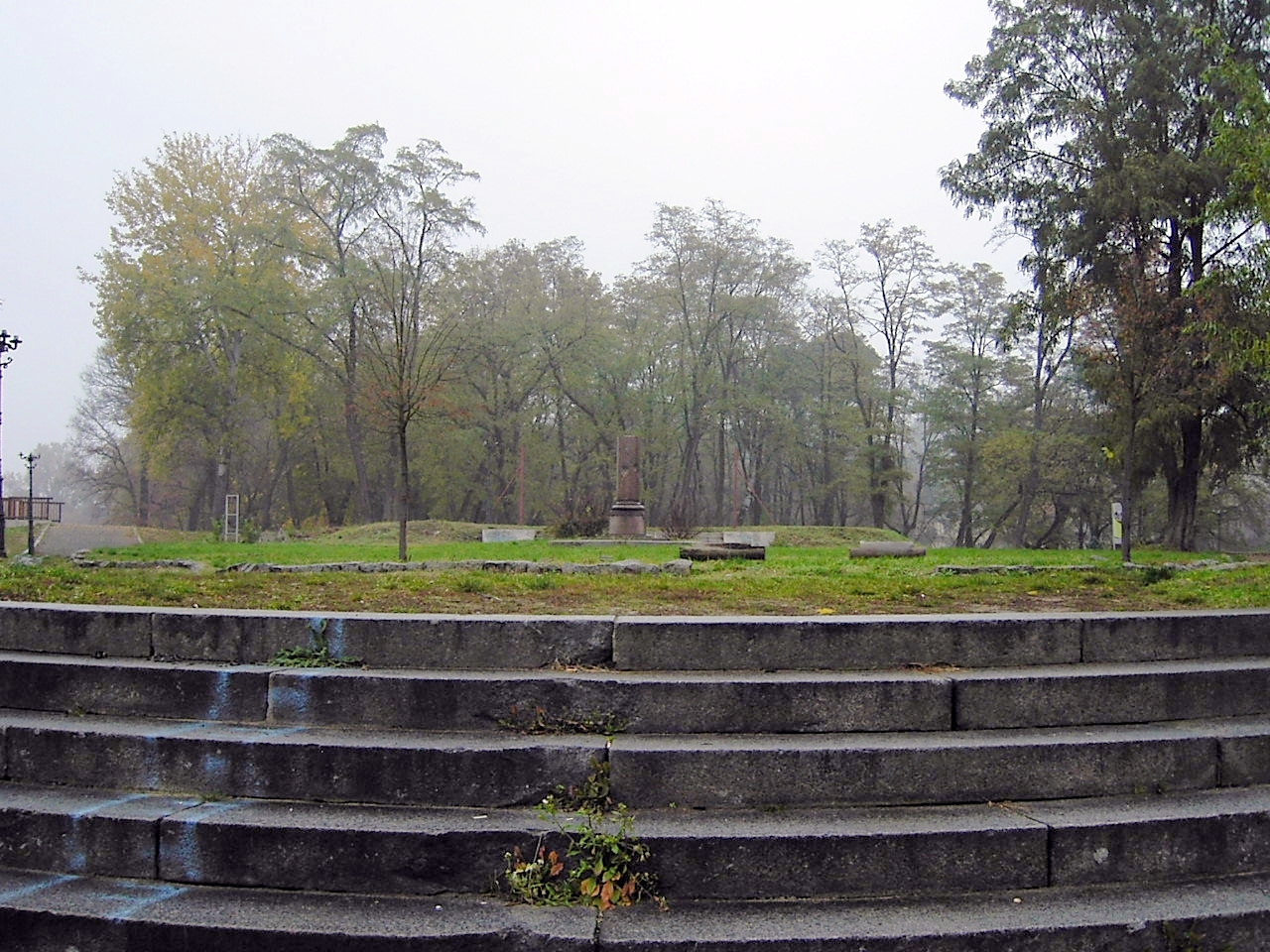
Parque na Ilha do Teatro
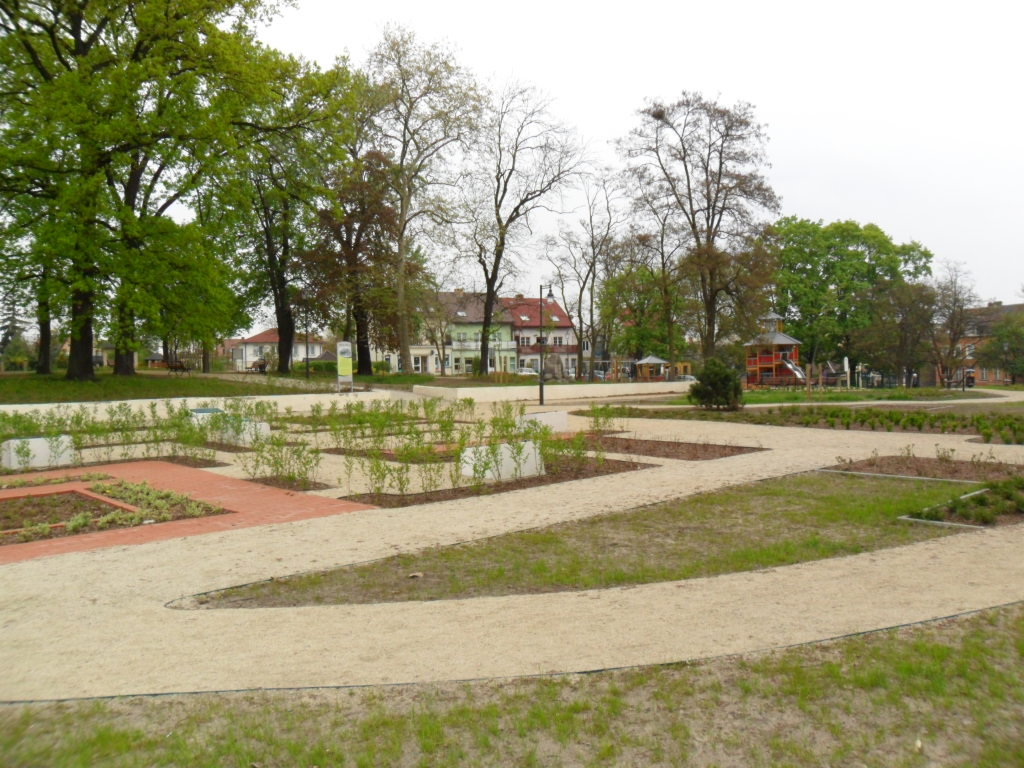
Parque general A. Waszkiewicz
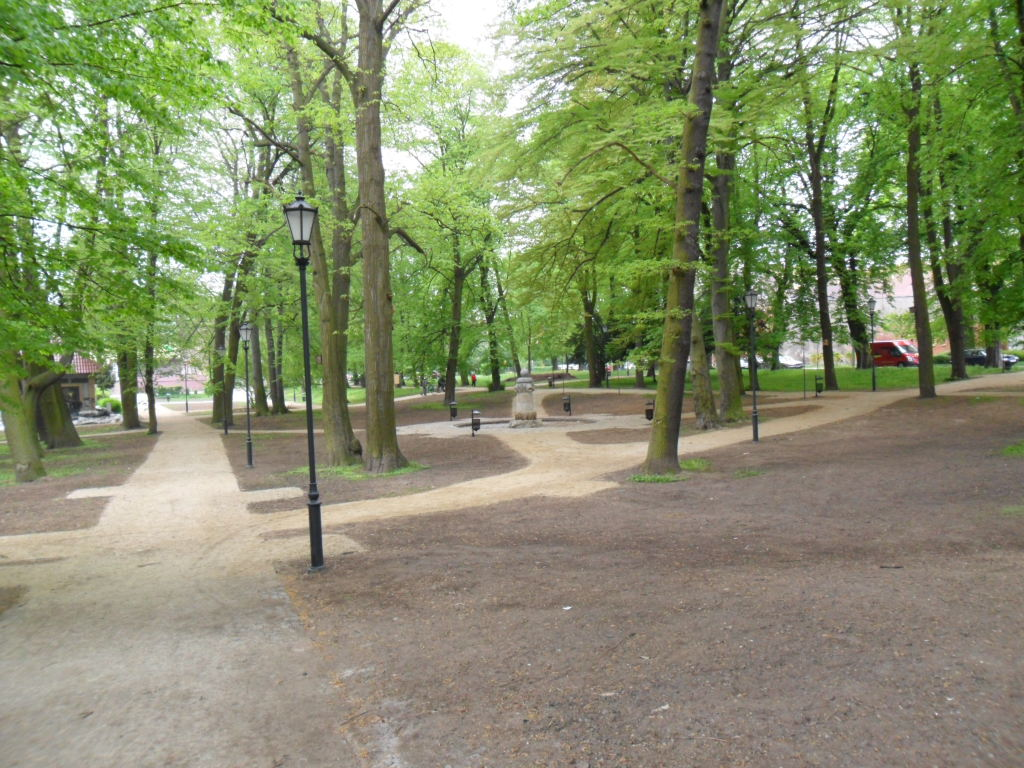
Parque A. Mickiewicz
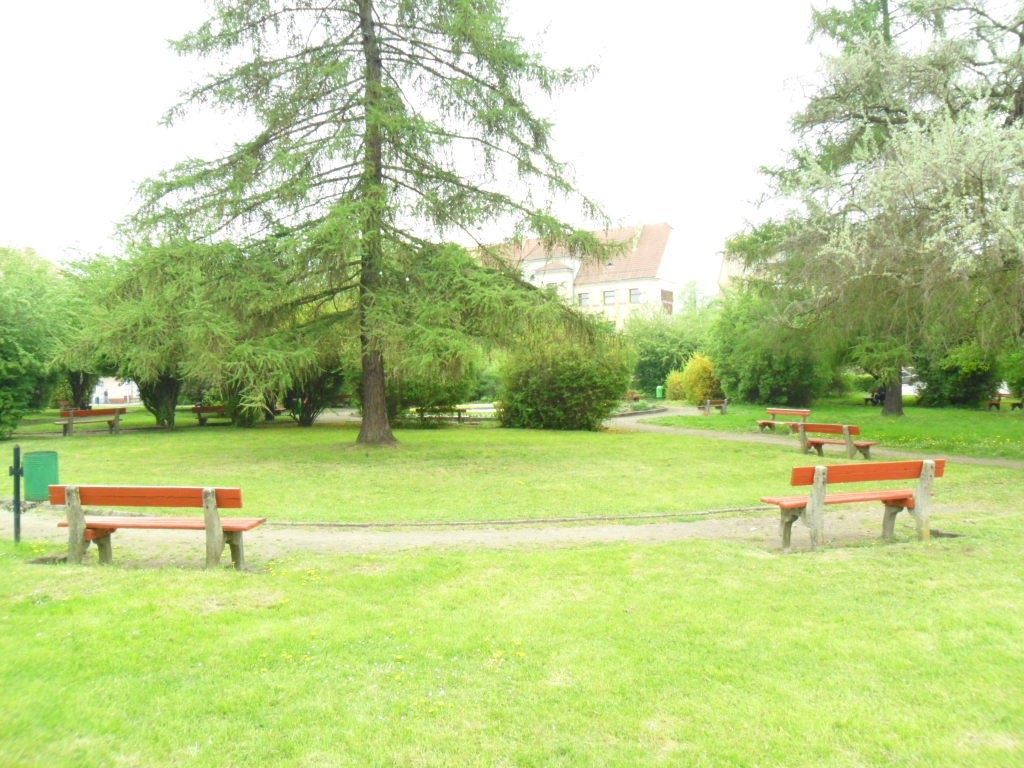
Parque na rua Obrońców Pokoju
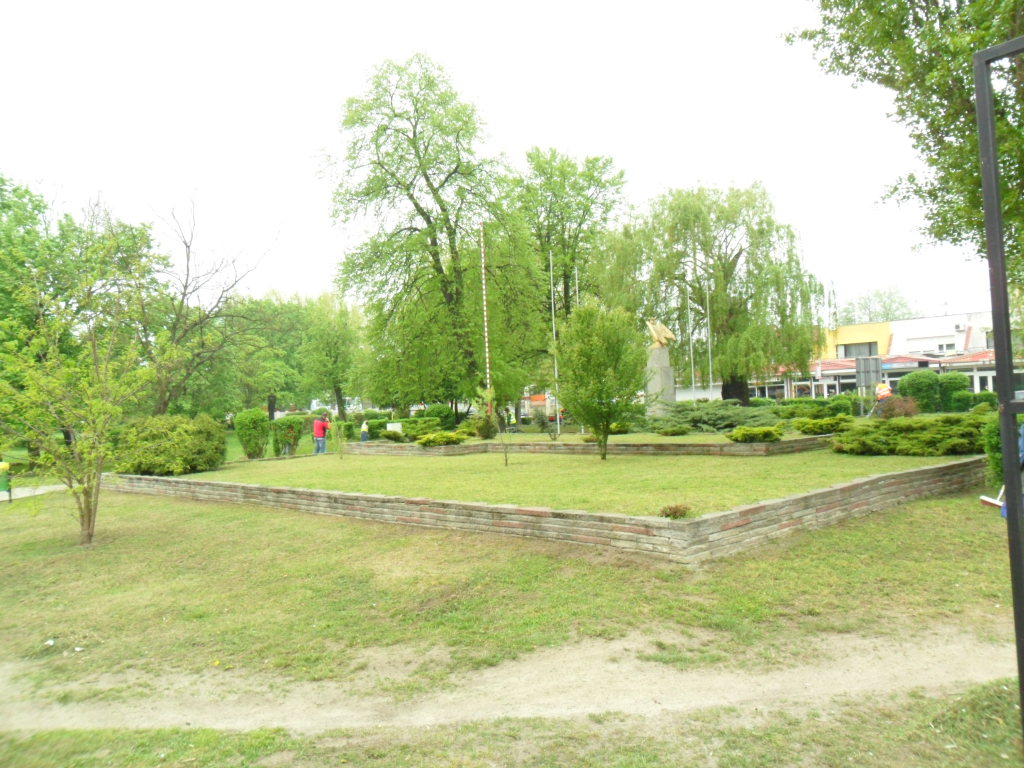
Parque Wolności

- Parque Aleksander Waszkiewicz — inaugurado em 1977, está localizado em uma colina que foi anteriormente desenvolvida para o turismo. Havia restaurantes e cafés no bairro, e dos terraços era possível admirar a parte industrial da cidade. No topo da colina, o proprietário da fábrica de Gubin, Erich Wolf, construiu sua casa de campo. Ela foi projetada por Ludwig Meis van der Rohe em 1926 e foi o início de uma série de projetos e ainda hoje é reconhecida como uma obra-chave desse arquiteto. A casa foi construída com tijolos cúbicos de clínquer. Seu desenho foi baseado em um arranjo assimétrico de pedras planas de diferentes formas. Ela foi parcialmente incendiada em 1945.
- Ilha do Teatro — até 1671 conhecida como Ilha Bourgeois e depois de 1671 como Ilha do Tiro. Havia um pequeno campo de tiro da Fraternidade de Tiro na ilha desde o século XVI, mas ele foi demolido em 1666 devido às suas más condições técnicas. Foi somente em 1793 que outro campo de tiro foi construído e sobreviveu até 1873. Em meados do século XIX, o parque da ilha tornou-se o orgulho de Gubin graças ao prefeito e a um padeiro, August Heinze. O rei Frederico Guilherme IV da Prússia passeou por ele em junho de 1844. A fraternidade de tiro vendeu a ilha em 20 de fevereiro de 1873 para uma recém-fundada sociedade anônima. A ideia era criar um complexo cultural e de entretenimento na ilha. Em 1874, um teatro foi construído no local, projetado pelo arquiteto berlinense Oskar Tietz, com um auditório com capacidade para 750 pessoas.[23] Ele foi construído no lado sul da ilha e parecia um templo grego. Ao lado do teatro havia uma estátua da atriz Corona Schröter, por quem Goethe se apaixonou. Em 1 de outubro de 1874, foi realizada a cerimônia de abertura e a primeira apresentação do “Fausto” de Johann Wolfgang von Goethe. No final do século XIX, o novo campo de tiro e seu parque associado foram assumidos pelas autoridades municipais. Além do parque e do teatro, havia um pavilhão de dança, uma fonte e um pavilhão de música na ilha. O teatro não sofreu nenhum dano durante a Segunda Guerra Mundial, mas foi incendiado em circunstâncias inexplicáveis não muito depois.[24]
- Parque Adam Mickiewicz — o parque foi criado em 1870, já foi uma área de prados úmidos e era chamado de “Prado do Walter”. Em 1874, foi rebatizado de Wilhelmplatz (Praça Wilhelm) em homenagem ao rei prussiano e imperador alemão. Em seguida, foi comprada e desenvolvida pelo então conselho da cidade e entregue ao público como um parque. Adolph Jackeschky foi o iniciador da arrumação e do embelezamento da área, e a ele foi erguido um monumento na forma de uma pedra irregular com uma placa comemorativa no parque por todos os seus esforços em prol da cidade e do público. A placa de mármore foi substituída após a guerra por uma placa dedicada ao poeta polonês e herói nacional Adam Mickiewicz. Há um segundo monumento sobrevivente no parque, o chamado “Menino com uma carpa”, que não tem a parte superior, a figura do menino. Talvez tenha sido destruído ou roubado durante a guerra. Hoje, você pode admirar o fragmento remanescente do monumento na forma de um pedestal circular e uma piscina com fonte. A estátua foi feita em 1791 pelo escultor Meltzer, da Academia Real de Berlim (originalmente, a estátua ficava na praça da cidade, em frente à igreja paroquial, como um ornamento de poço).[25] Estava localizado entre a rua J. Dąbrowskiego e a rua Lubsza. As tílias reinam aqui, mas também há castanheiros-da-índia, carvalhos, faias, freixos e bosques.
- Parque da rua Obrońców Pokoju — construído bem no centro da cidade, com uma fonte e uma composição de vegetação ao redor, composta por lariços, oliveira-do-paraíso, catalpas e um teixo de tamanho considerável. Ao redor do parque, há uma cerca de sinforinas e ligustro, com espinheiros, bérberis e cereja-silvestre bem integrados a ela.
- Parque da 5.ª Divisão[26] — preenche o espaço entre a rua F. Chopina e a rua Żołnierzy II Armii Wojska Polskiego. Ao longo das vielas, arbustos formados no estilo inglês. No lado oeste, um oásis de bordos, tílias e carvalhos.

## Cemitérios
- No cruzamento das ruas Kujawska e Cmentarna fica o Cemitério Comunal. Ele abriga um memorial às vítimas do genocídio da Segunda Guerra Mundial, inaugurado em 2016.[27]
- Na rua Rycerskiej fica o Cemitério Antigo, com sepultamentos que datam de 1660 a 1956.

## Clima (1979–2013)
| Dados climatológicos para Gubin                  | Dados climatológicos para Gubin | Dados climatológicos para Gubin | Dados climatológicos para Gubin | Dados climatológicos para Gubin | Dados climatológicos para Gubin | Dados climatológicos para Gubin | Dados climatológicos para Gubin | Dados climatológicos para Gubin | Dados climatológicos para Gubin | Dados climatológicos para Gubin | Dados climatológicos para Gubin | Dados climatológicos para Gubin | Dados climatológicos para Gubin |
| Mês                                              | Jan                             | Fev                             | Mar                             | Abr                             | Mai                             | Jun                             | Jul                             | Ago                             | Set                             | Out                             | Nov                             | Dez                             | Ano                             |
| ------------------------------------------------ | ------------------------------- | ------------------------------- | ------------------------------- | ------------------------------- | ------------------------------- | ------------------------------- | ------------------------------- | ------------------------------- | ------------------------------- | ------------------------------- | ------------------------------- | ------------------------------- | ------------------------------- |
| Temperatura máxima recorde (°C)                  | 15,5                            | 19,0                            | 23,5                            | 30,7                            | 32,5                            | 36,7                            | 38,0                            | 38,1                            | 30,9                            | 27,3                            | 18,9                            | 15,1                            | 38,1                            |
| Temperatura máxima média (°C)                    | 2,6                             | 3,9                             | 8,7                             | 14,6                            | 20,0                            | 22,6                            | 24,7                            | 24,4                            | 19,5                            | 14,1                            | 7,3                             | 3,7                             | 13,8                            |
| Temperatura média (°C)                           | −0,1                            | 0,6                             | 4,3                             | 9,0                             | 14,1                            | 17,0                            | 19,0                            | 18,5                            | 14,2                            | 9,4                             | 4,3                             | 1,3                             | 9,3                             |
| Temperatura mínima média (°C)                    | −3,1                            | −2,7                            | 0,2                             | 3,5                             | 8,1                             | 11,3                            | 13,3                            | 12,9                            | 9,4                             | 5,3                             | 1,3                             | −1,4                            | 4,9                             |
| Temperatura mínima recorde (°C)                  | −24,8                           | −22,2                           | −16,0                           | −7,0                            | −2,6                            | 0,7                             | 5,3                             | 3,9                             | 0,8                             | −7,5                            | −12,5                           | −20,5                           | −24,8                           |
| Precipitação (mm)                                | 39                              | 33                              | 40                              | 35                              | 52                              | 53                              | 77                              | 59                              | 45                              | 33                              | 44                              | 46                              | 557                             |
| Dias com precipitação                            | 10                              | 9                               | 10                              | 7                               | 9                               | 10                              | 11                              | 9                               | 8                               | 8                               | 9                               | 11                              | 111                             |
| Fonte: Com base em 35 anos, 1979–2013 2023-09-24 |                                 |                                 |                                 |                                 |                                 |                                 |                                 |                                 |                                 |                                 |                                 |                                 |                                 |

## Condições naturais
Conforme os dados de 2002, Gubin tem uma área de 20,68 km², incluindo:
- Terras agrícolas: 61%
- Terras florestais: 5%

## Demografia

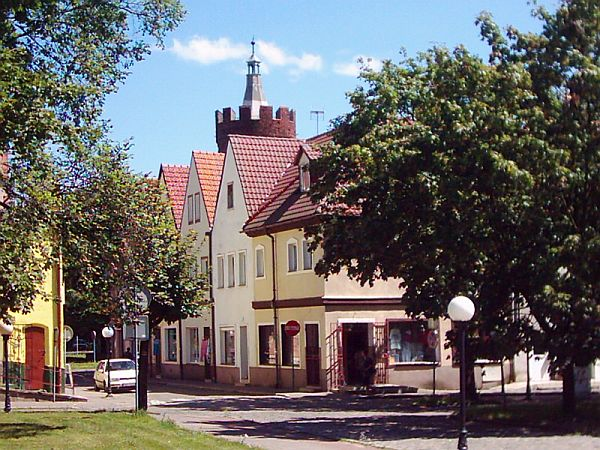
Novo bairro da cidade antiga no centro de Gubin

Conforme os dados do Escritório Central de Estatística da Polônia (GUS) de 31 de dezembro de 2022, Gubin é uma cidade pequena com uma população de 15 798 habitantes (10.º lugar na voivodia da Lubúsquia e 276.º na Polônia), tem uma área de 20,68 km² (9.º lugar na voivodia da Lubúsquia e 285.º lugar na Polônia) e uma densidade populacional de 763,93 hab./km² (24.º lugar na voivodia da Lubúsquia e 439.º lugar na Polônia). Nos anos 2002–2021, o número de habitantes diminuiu 5,5%.
Os habitantes de Gubin constituem cerca de 29,19% da população do condado de Krosno, constituindo 1,61% da população da voivodia da Lubúsquia.
| Descrição                         | Total      | Total     | Mulheres   | Mulheres  | Homens     | Homens    |
| --------------------------------- | ---------- | --------- | ---------- | --------- | ---------- | --------- |
| unidade                           | habitantes | %         | habitantes | %         | habitantes | %         |
| população                         | 15 798     | 100       | 8 253      | 52,2      | 7 545      | 47,8      |
| superfície                        | 20,68 km²  | 20,68 km² | 20,68 km²  | 20,68 km² | 20,68 km²  | 20,68 km² |
| densidade populacional (hab./km²) | 763,93     | 763,93    | 398,77     | 398,77    | 365,16     | 365,16    |

## Guarnição Gubin

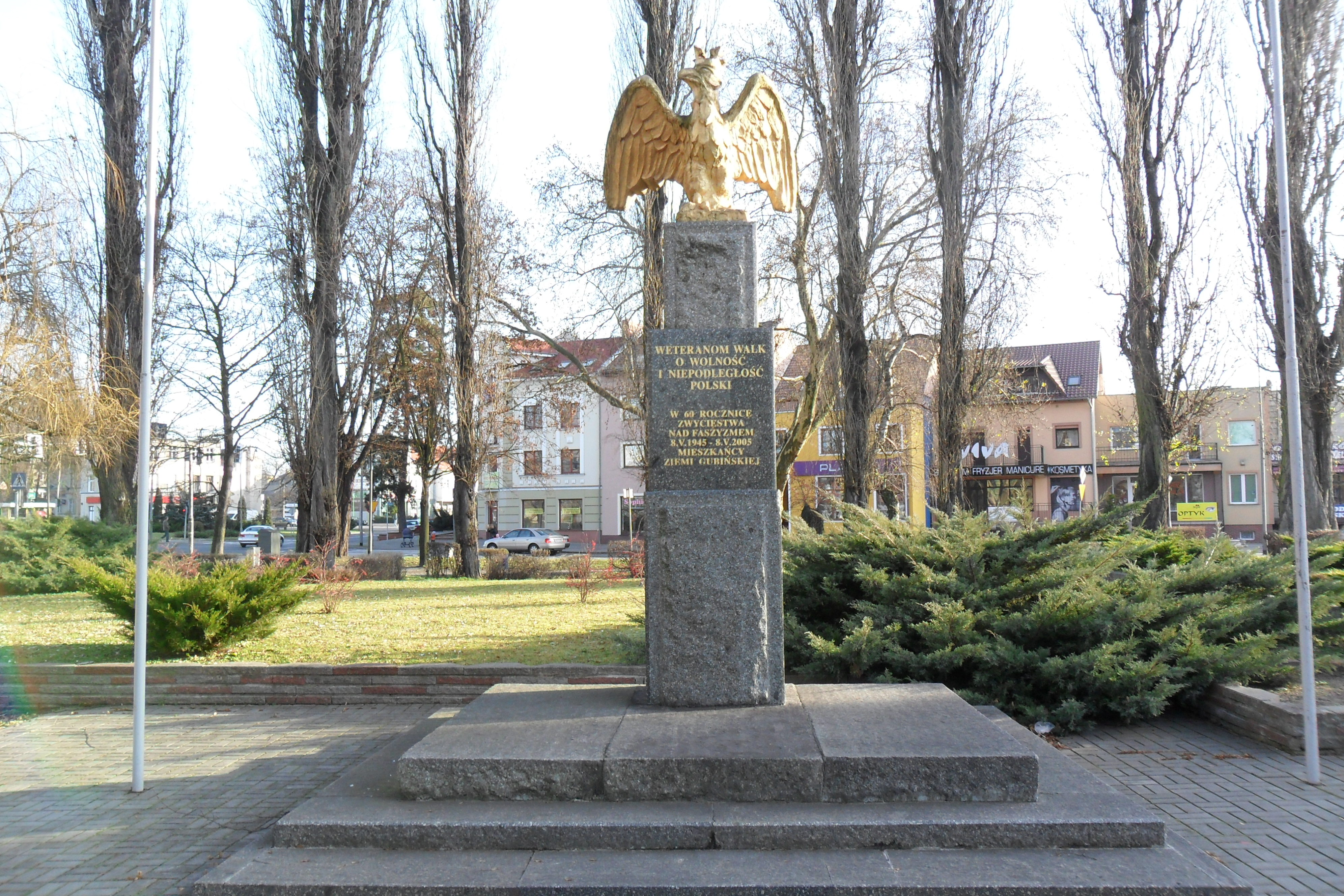
Memorial no Parque da 5.ª Divisão

De 1951 a 2002, Gubin foi uma grande guarnição militar. De 1951 a 1957, unidades da 19.ª Divisão Mecanizada foram estacionadas lá, sendo reformada em 1957 para a 5.ª Divisão Blindada Saxônica Aleksander Waszkiewicz.
Em 1990, como resultado de mudanças organizacionais, a 5.ª Divisão Blindada Saxônica foi transformada na 5.ª Divisão Mecanizada de Fronteira Rei Boleslau, o Bravo, e, em seguida, na 5.ª Brigada Mecanizada de Fronteira, para liquidar completamente a guarnição de Gubin em 2002.

## Economia

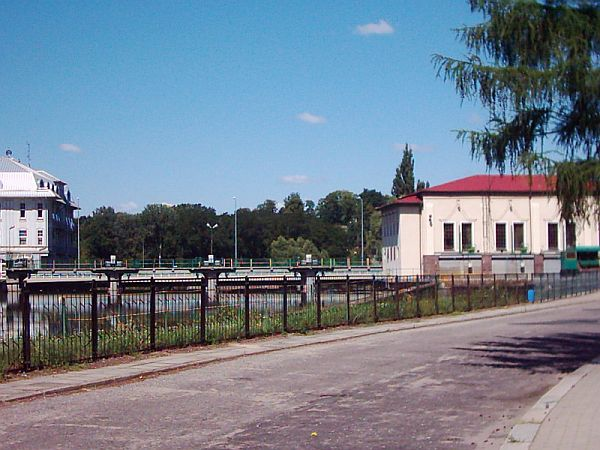
Ponte de fronteira Gubin — Guben, usina hidrelétrica à direita

A cidade tinha um caráter comercial devido à sua localização favorável — a fronteira eslavo-germânica, as rotas comerciais norte-sul da Pomerânia Ocidental para a Boêmia (ao longo do Óder e do Neisse lusaciano) e de oeste a leste da Lusácia para a Grande Polônia. Bois e cereais eram comercializados com mercadores escoceses, húngaros e poloneses. Além disso, as videiras eram cultivadas aqui e o vinho era produzido, pelo qual Gubin já foi famosa. A navegação nos rios Neisse e Óder também estava envolvida.
Há dois mercados na cidade: um mercado de alimentos na rua Obrońców Pokoju e um mercado industrial na rua Śląska.

## Transportes

### Conexões rodoviárias
- Estrada provincial n.º 138: (posto fronteiriço de Guben, Alemanha) Gubin — Korczyców (cruzamento com a estrada regional n.º 29) — Torzym (cruzamento com a estrada regional n.º 92 e a autoestrada A2) — Sulęcin
- Estrada provincial n.º 285: Gubin — Sękowice (cruzamento com a estrada regional n.º 32) — Jasienica (cruzamento com a estrada regional n.º 286)
- Estrada provincial n.º 286: Gubin — rua Legnicka (cruzamento com a estrada regional n.º 32) — Brody (cruzamento com a estrada regional n.º 289)

### Transporte ferroviário
Na cidade existe a estação ferroviária de Gubin e também existia a paragem ferroviária Gubinek.

### Transporte público
O transporte público em Gubin foi criado em 1899, quando foi concedida uma concessão para a construção de uma linha de bonde, quando Gubin, localizada em ambos os lados do rio Neisse, era uma só cidade. Os bondes foram lançados nas ruas da cidade em 24 de fevereiro de 1904 e, em 1928, os ônibus urbanos começaram a circular pela cidade. A incapacidade de desenvolver o transporte por bonde fez com que a linha fosse fechada já em junho de 1938.
O transporte público na cidade é operado pela PKS Zielona Góra. A rede consiste em uma linha que conecta a estação ferroviária, a estação de ônibus e o circuito na rua Barlickiego.

## Serviços de saúde

Instalações médicas
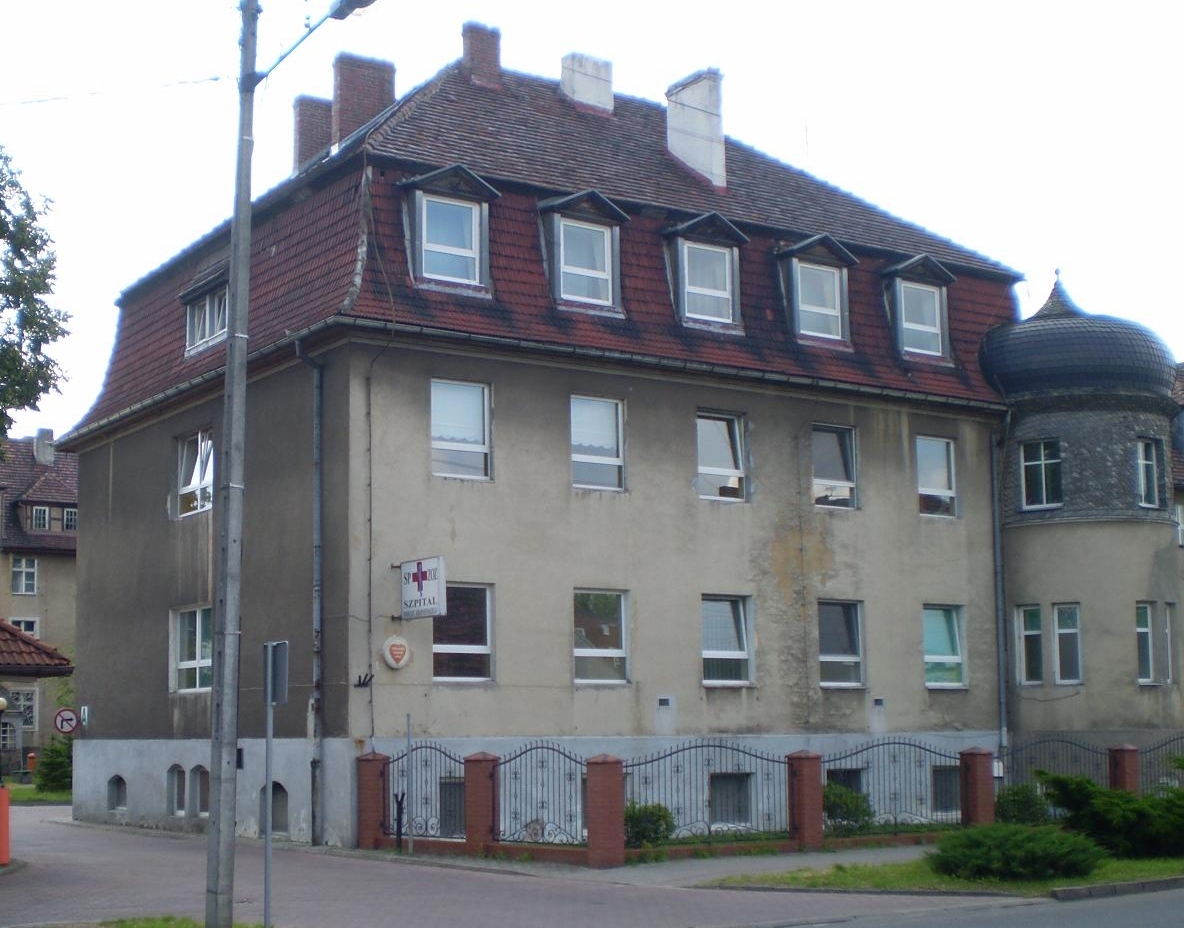
Hospital
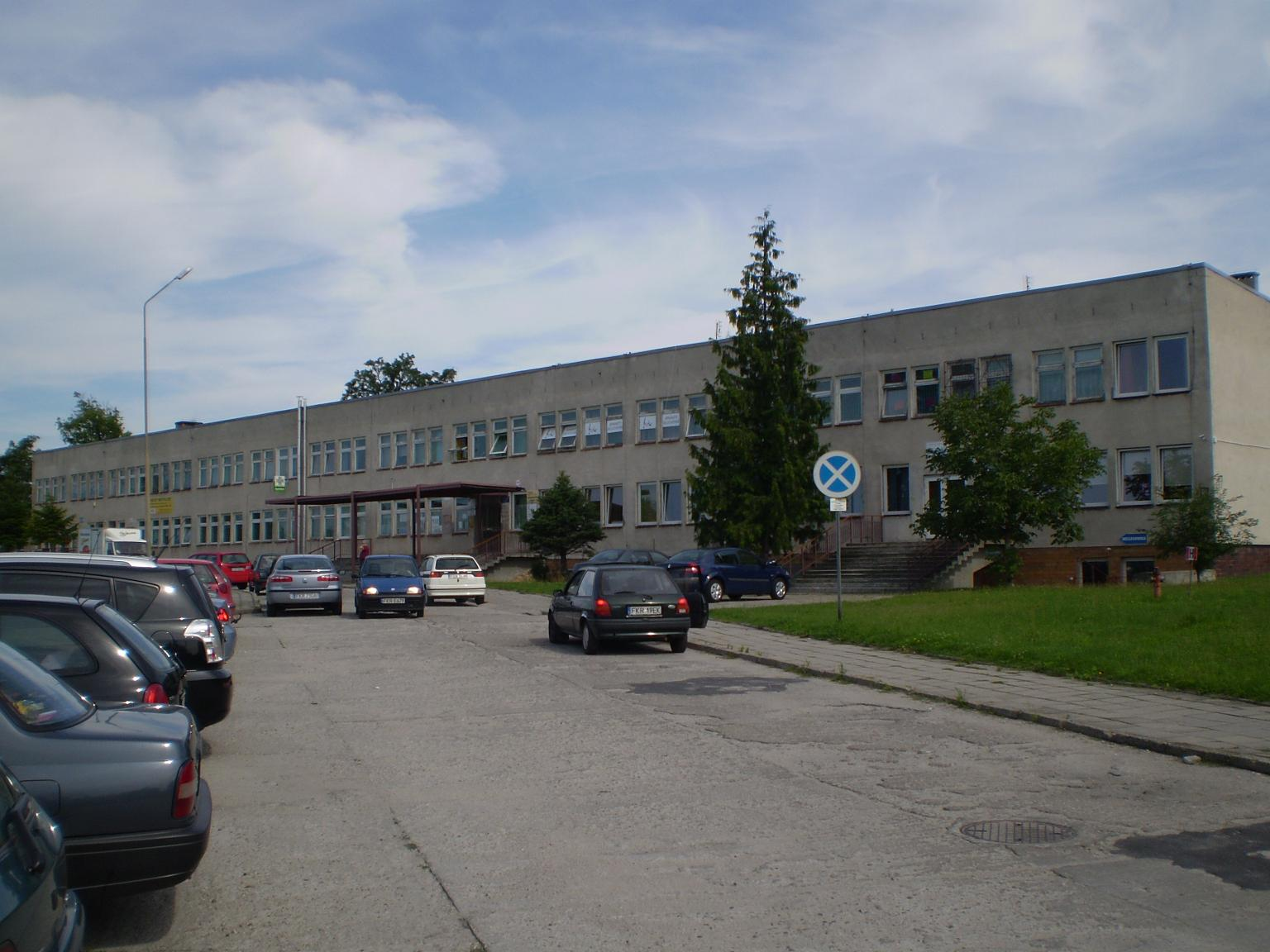
Clínica na rua Gdańska
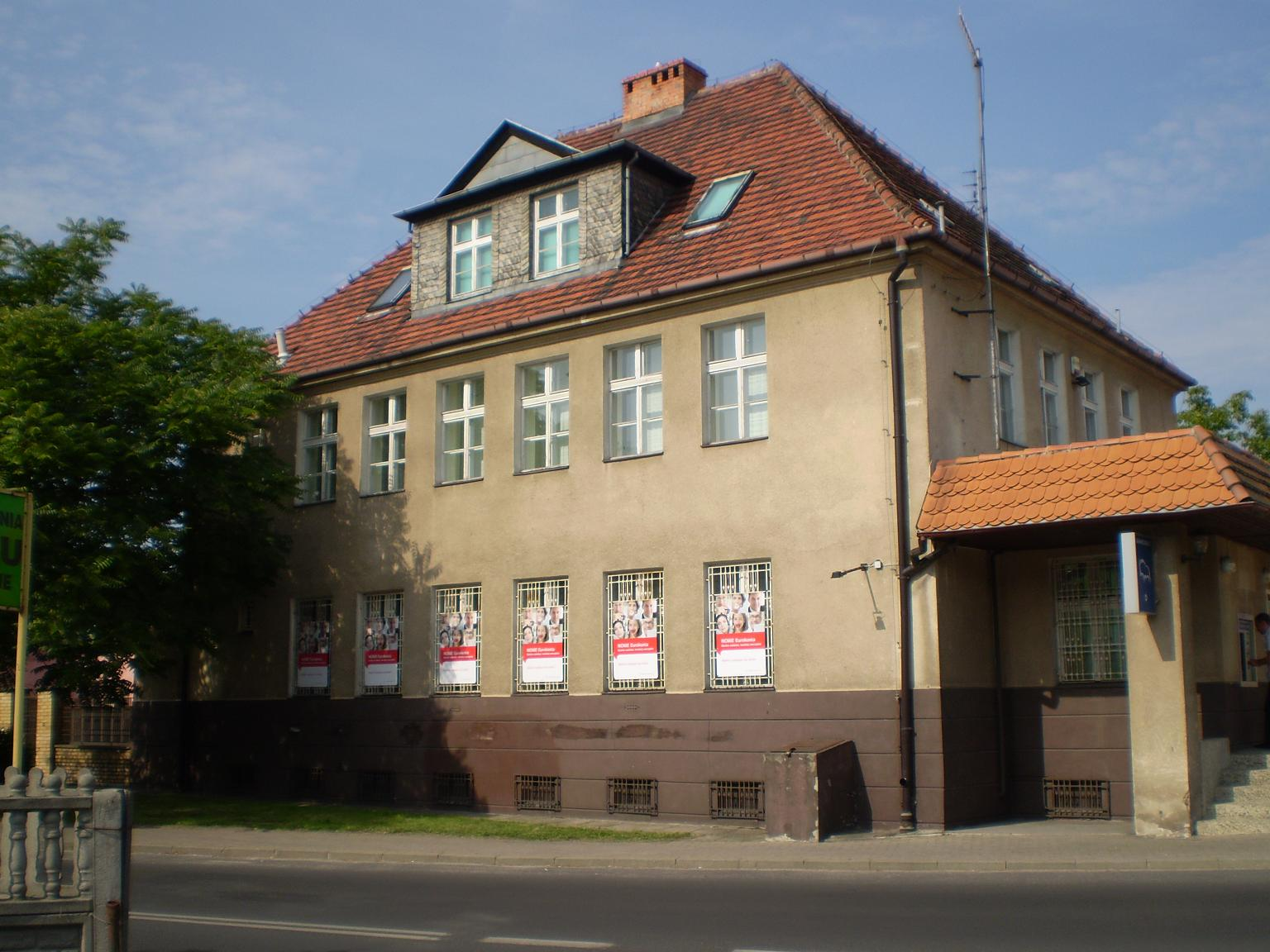
Antiga clínica na rua Nowa
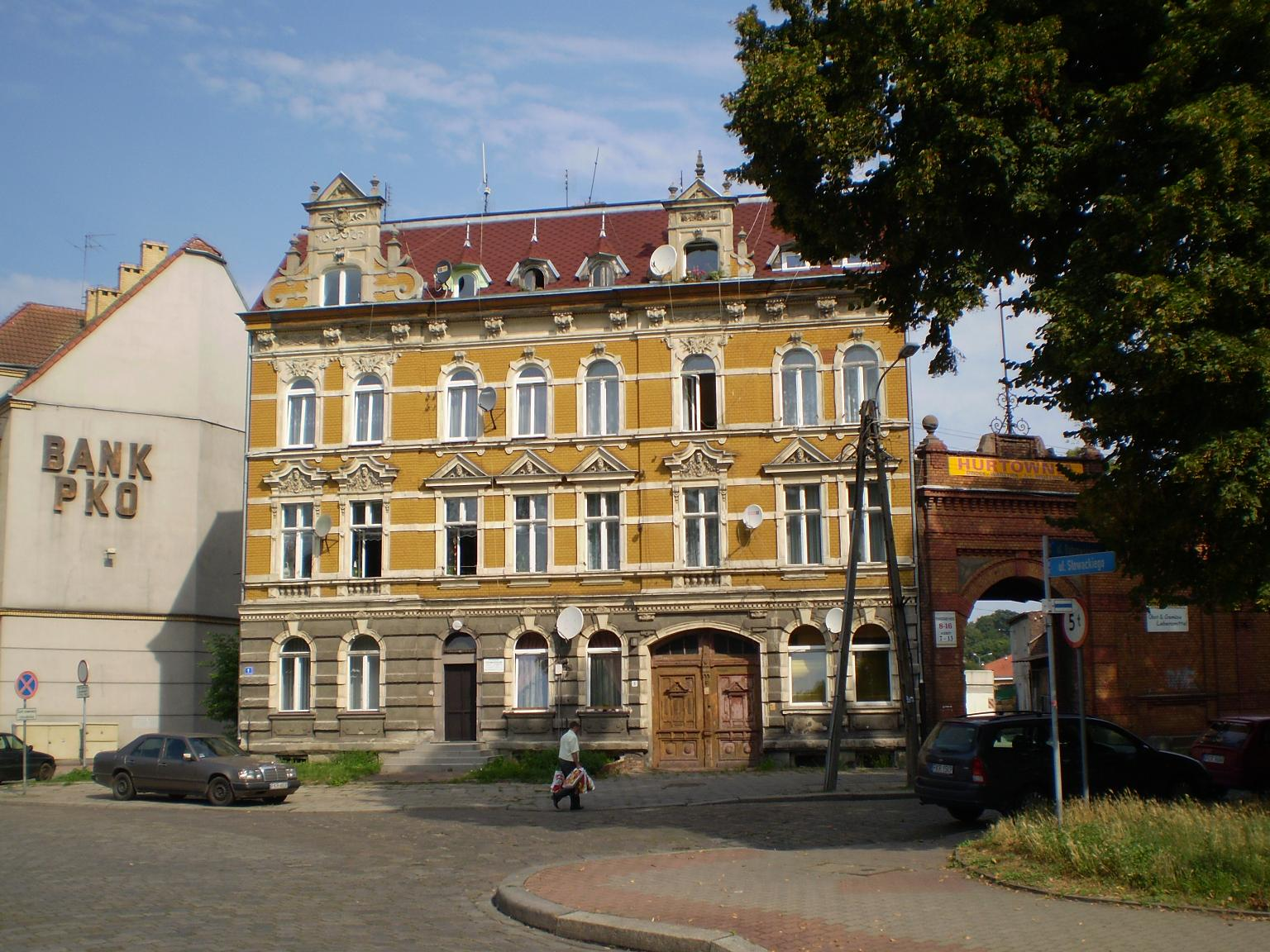
Antiga clínica na rua Dąbrowskiego
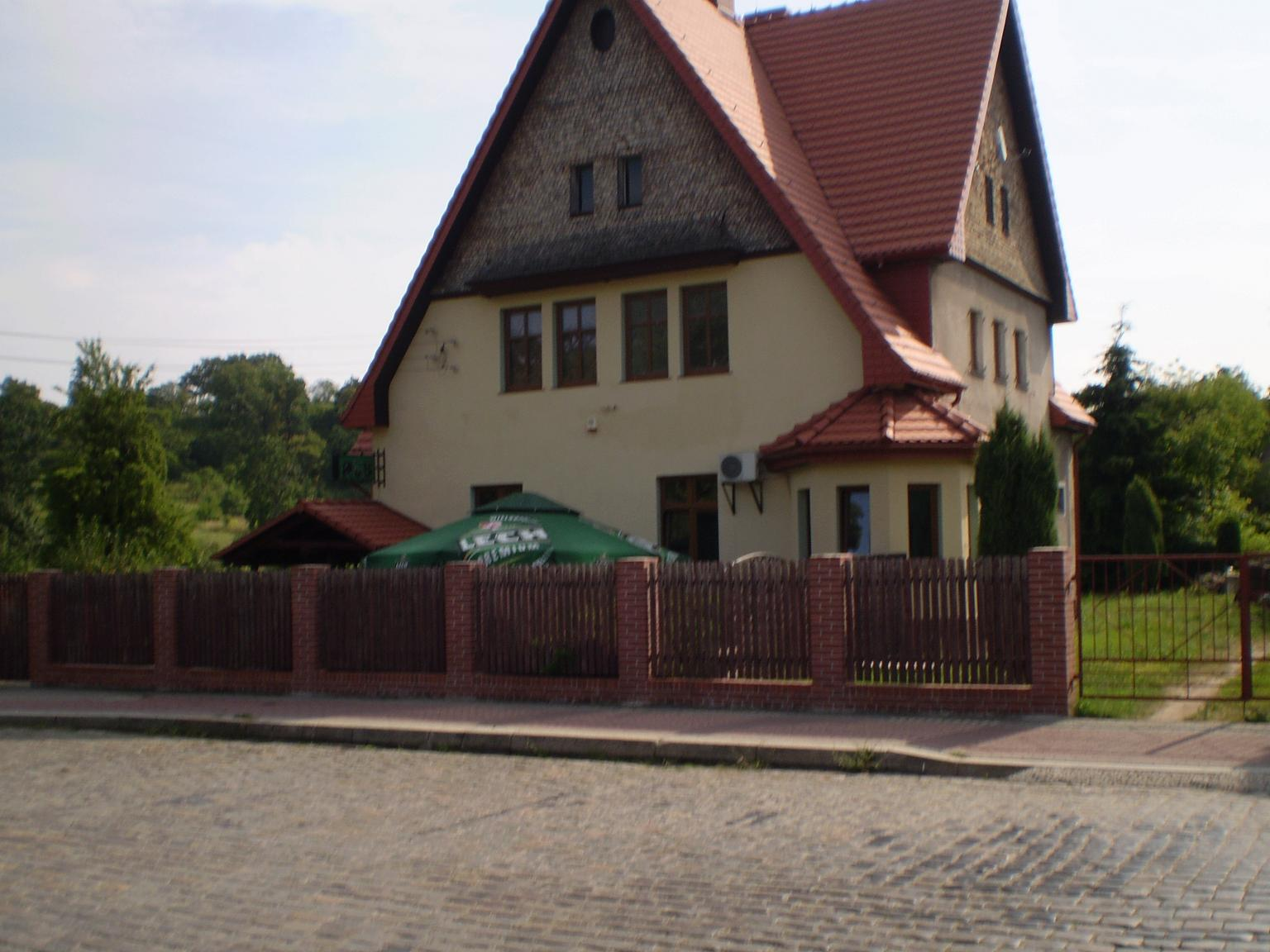
Antigo serviço de ambulâncias
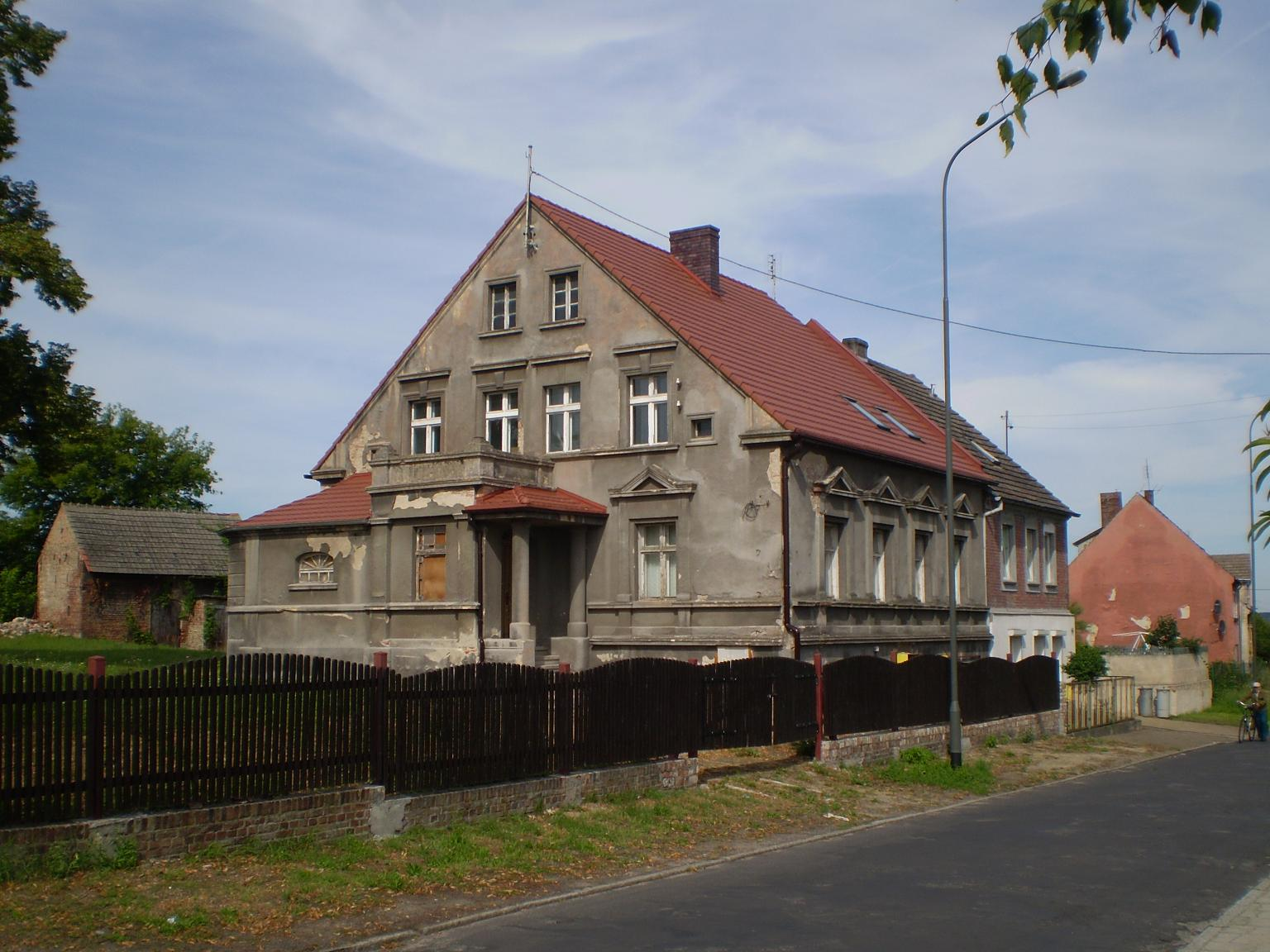
Antigo prédio da clínica ferroviária

Em 1945, o prédio do hospital da cidade foi severamente danificado durante os combates pela cidade. O prédio na rua Śląska, 53, foi, portanto, adaptado como hospital. O novo hospital foi inaugurado em 25 de novembro de 1945. Naquela época, o hospital abrigava as seguintes alas: medicina interna, cirurgia, doenças infecciosas, ginecologia e tuberculose. O hospital contava com um médico, um paramédico, sete enfermeiras, uma parteira, seis técnicos de emergência médica e um auxiliar.
Além do Hospital do Condado e do Centro de Saúde, havia também clínicas ambulatoriais no Gabinete de Repatriação do Estado (PUR), na Cruz Vermelha polonesa (PCK), na Companhia de Seguro Social e na ferrovia na rua Kosynierów. No final da década de 1950, o hospital tinha poucos leitos disponíveis, por isso foi decidido que o prédio A do complexo na rua Śląska, anteriormente ocupado pelo Centro de Saúde e pelo Departamento de Saúde, seria cedido ao hospital. No final de janeiro de 1960, a ala cirúrgica, a ala de obstetrícia-ginecologia e a sala de cirurgia foram inauguradas no bloco A.
O aumento do número de pacientes e o desenvolvimento dos serviços médicos exigiram a criação de novas condições para o funcionamento da medicina. A clínica ambulatorial foi transferida dos prédios do hospital para as instalações nas ruas Dąbrowskiego, Nowa e Piastowska. Em 1982, com o financiamento do Fundo Nacional de Saúde, foi iniciada a construção de uma nova Clínica Distrital com uma Sala de Emergência na rua Gdańska. Em 19 de julho de 1985, a clínica foi colocada em uso e, em 5 de abril de 1986, recebeu o nome do Dr. Tadeusz Kunicki.
O Serviço de Ambulância de Gubin existe desde 1954, inicialmente em um prédio na rua Śląska. Em 1962, foi transferido para a rua T. Kunicki e, em 1985, para as instalações da nova Clínica Distrital na rua Gdańska.
O primeiro consultório odontológico em Gubin do pós-guerra foi dirigido por Włodzimierz Dubowik. O equipamento veio de consultórios pós-alemães que não haviam sido totalmente “saqueados”. Ele foi o único dentista da cidade até 1949.
A primeira farmácia do pós-guerra estava localizada em um prédio na rua Wyspiańskiego, 24. Os medicamentos eram distribuídos gratuitamente.

## Educação

Escolas em Gubin
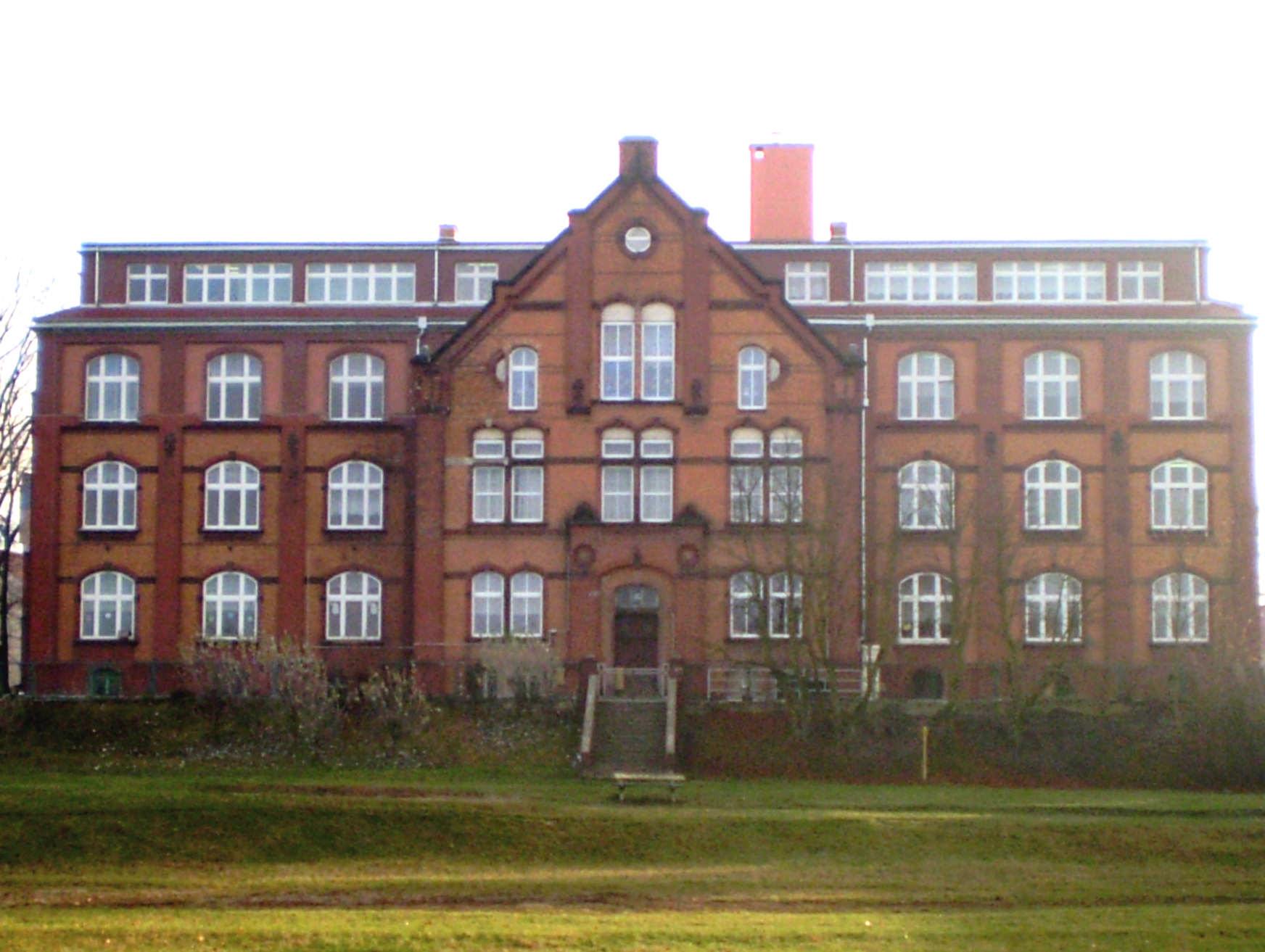
Escola primária n.º 1 e Escola de Ensino Médio Nicolau Copérnico n.º 1
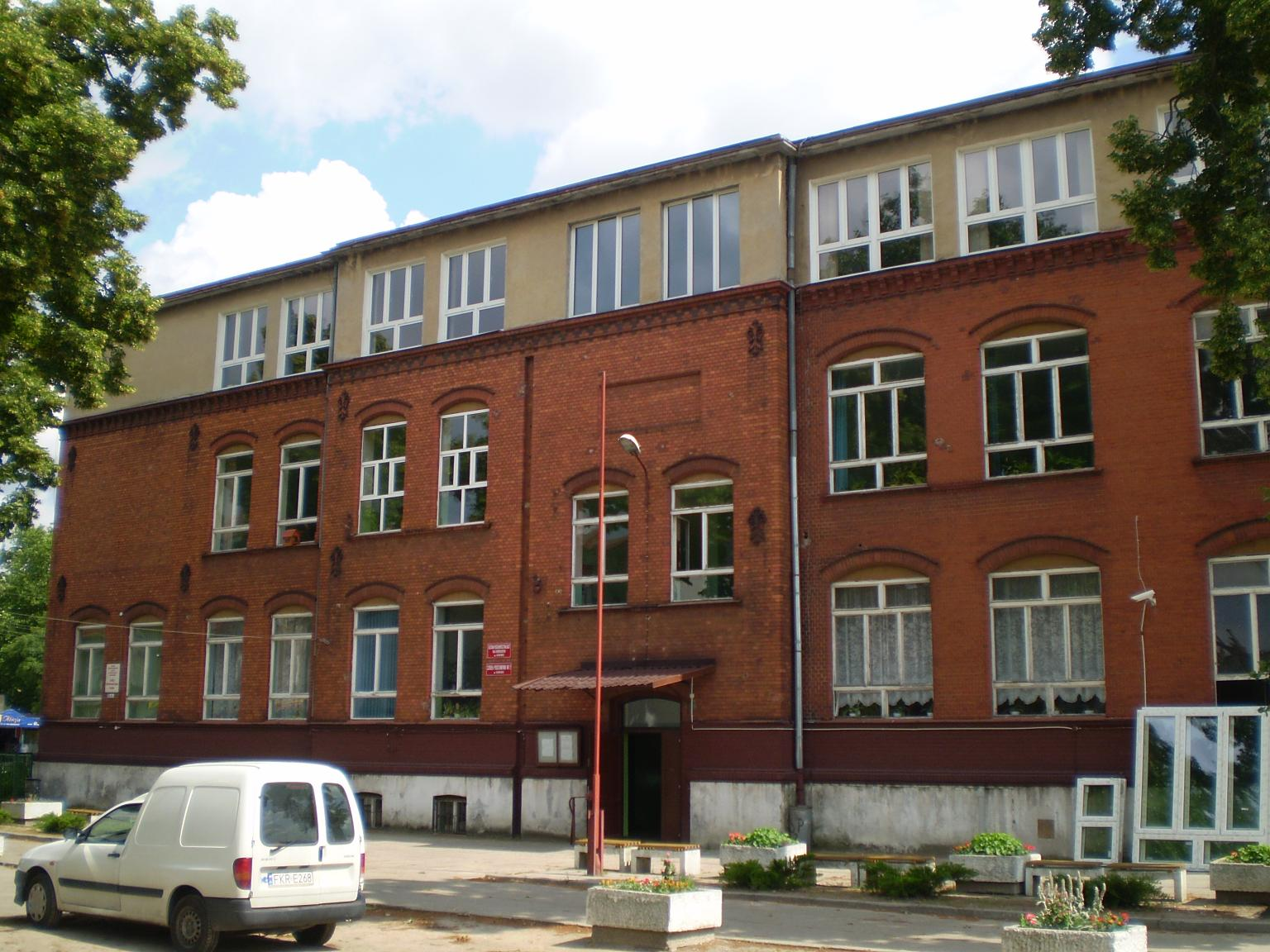
Escola primária n.º 2
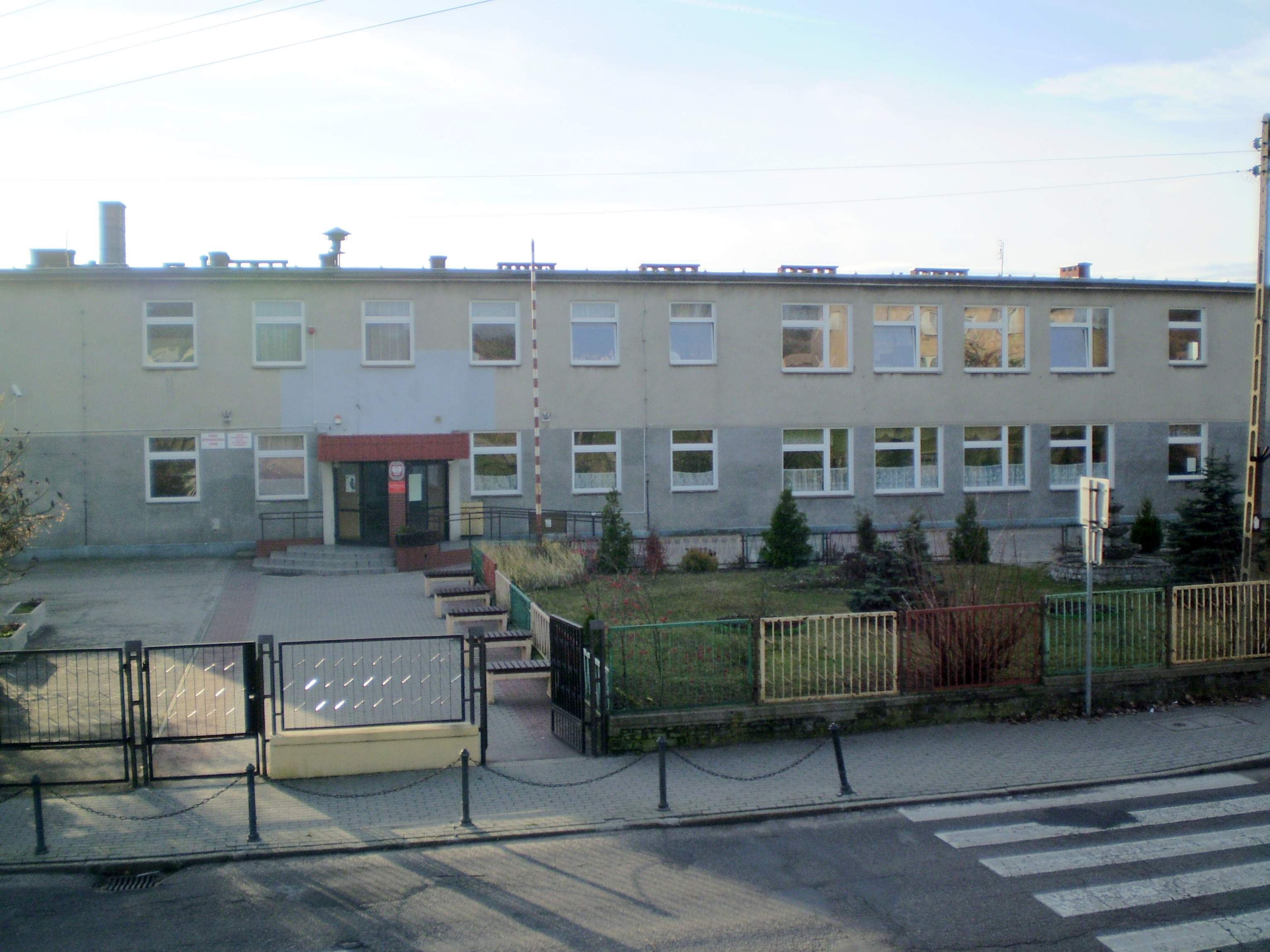
Escola primária n.º 3
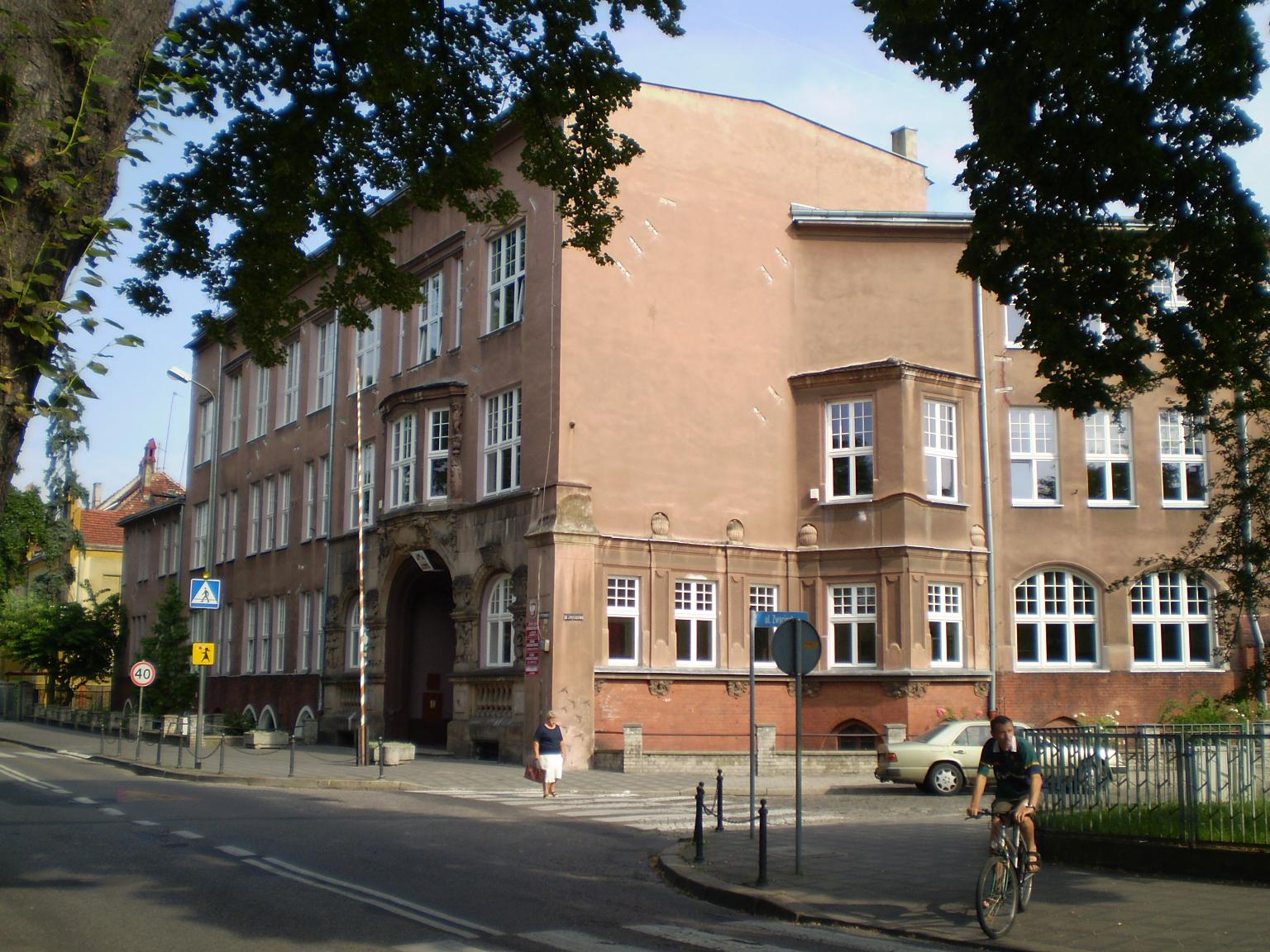
Complexo Escolar Integral
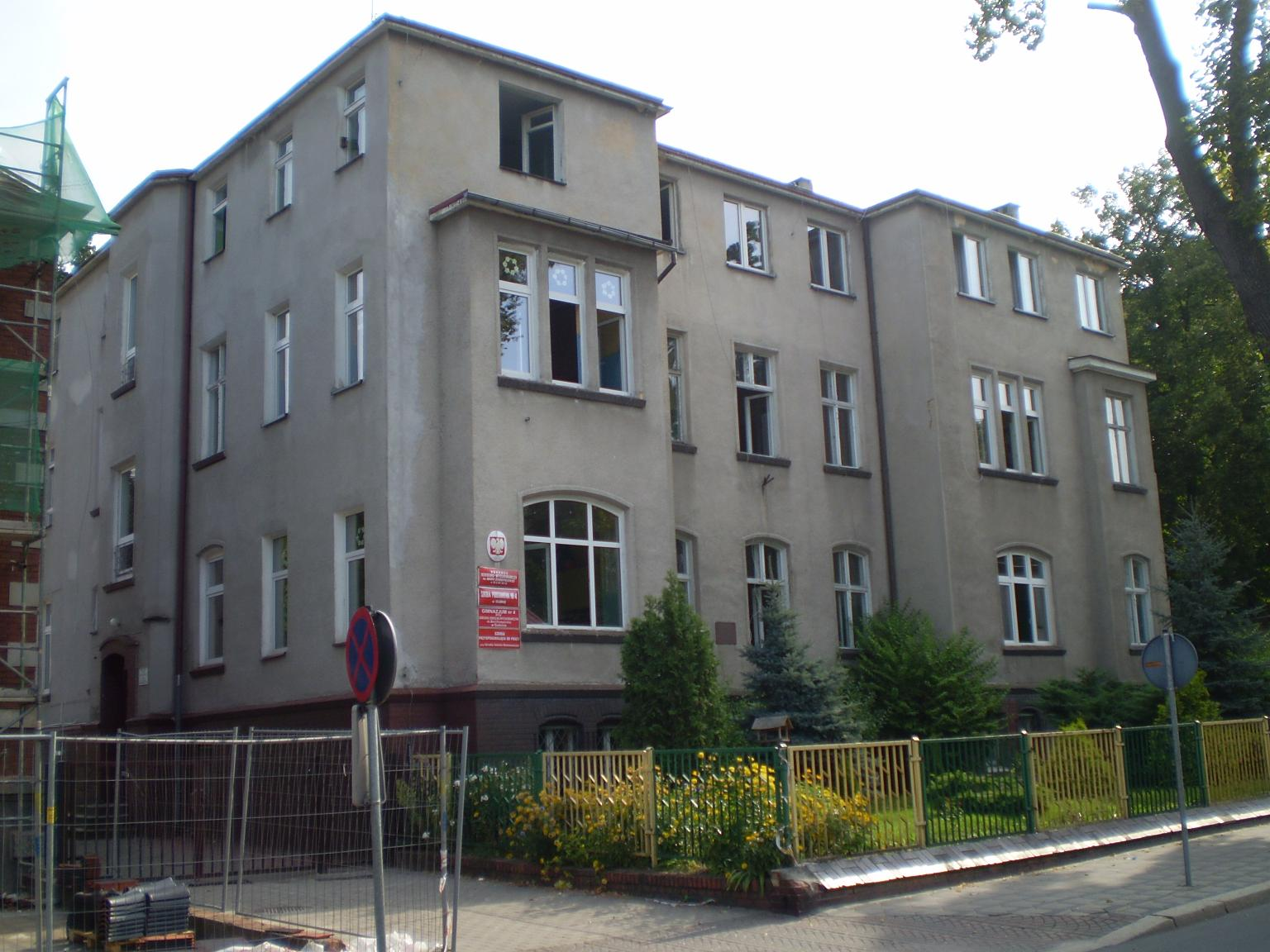
Escola especial e centro educacional
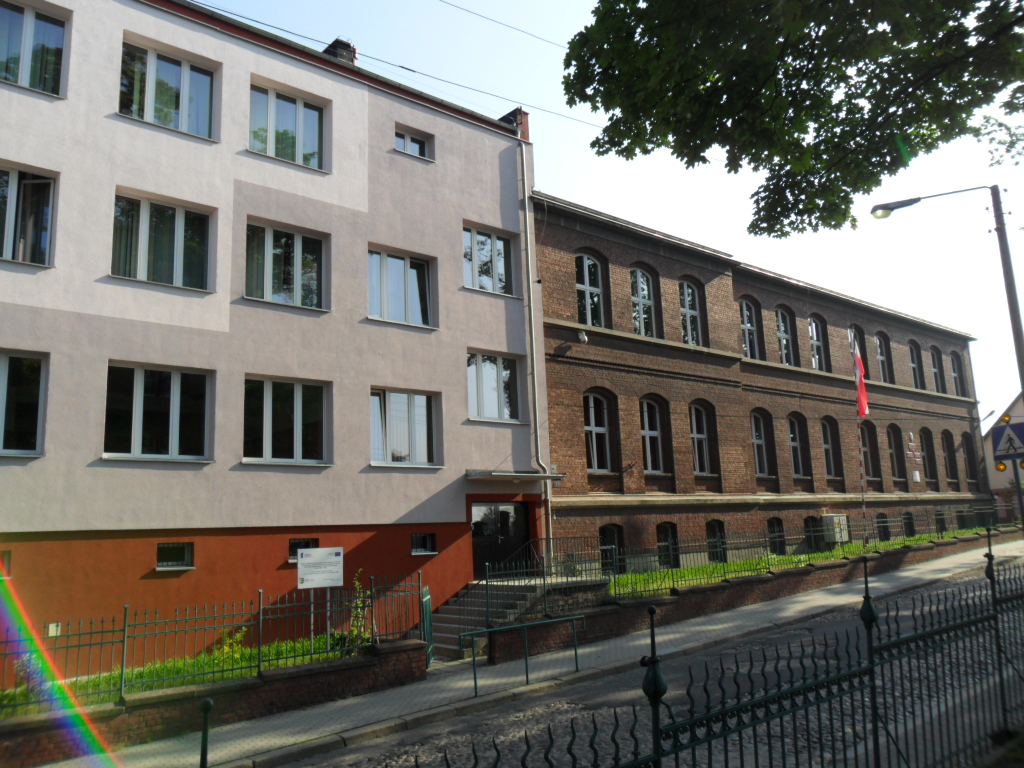
Complexo de escolas técnicas e de ensino médio
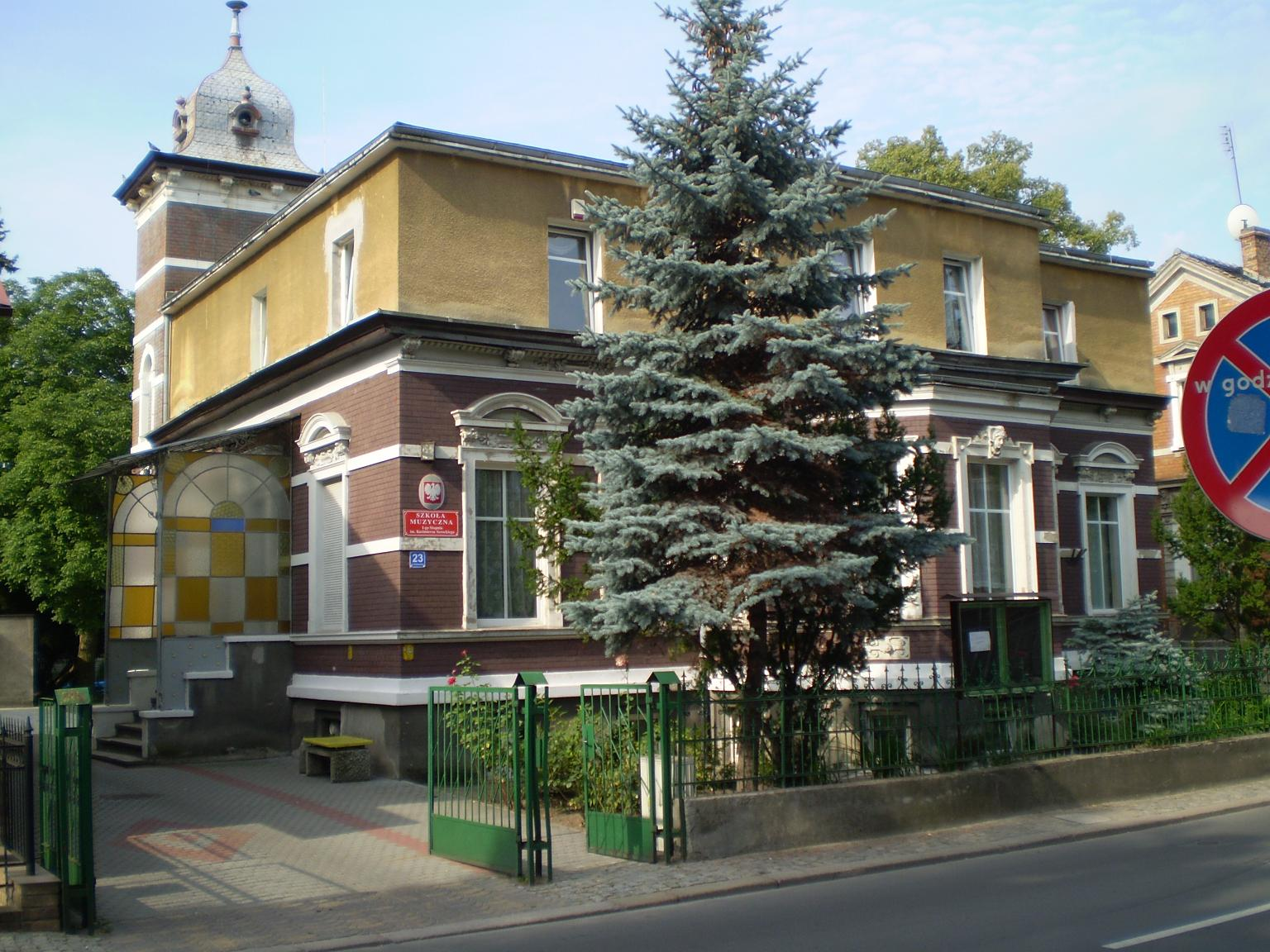
Escola de Música
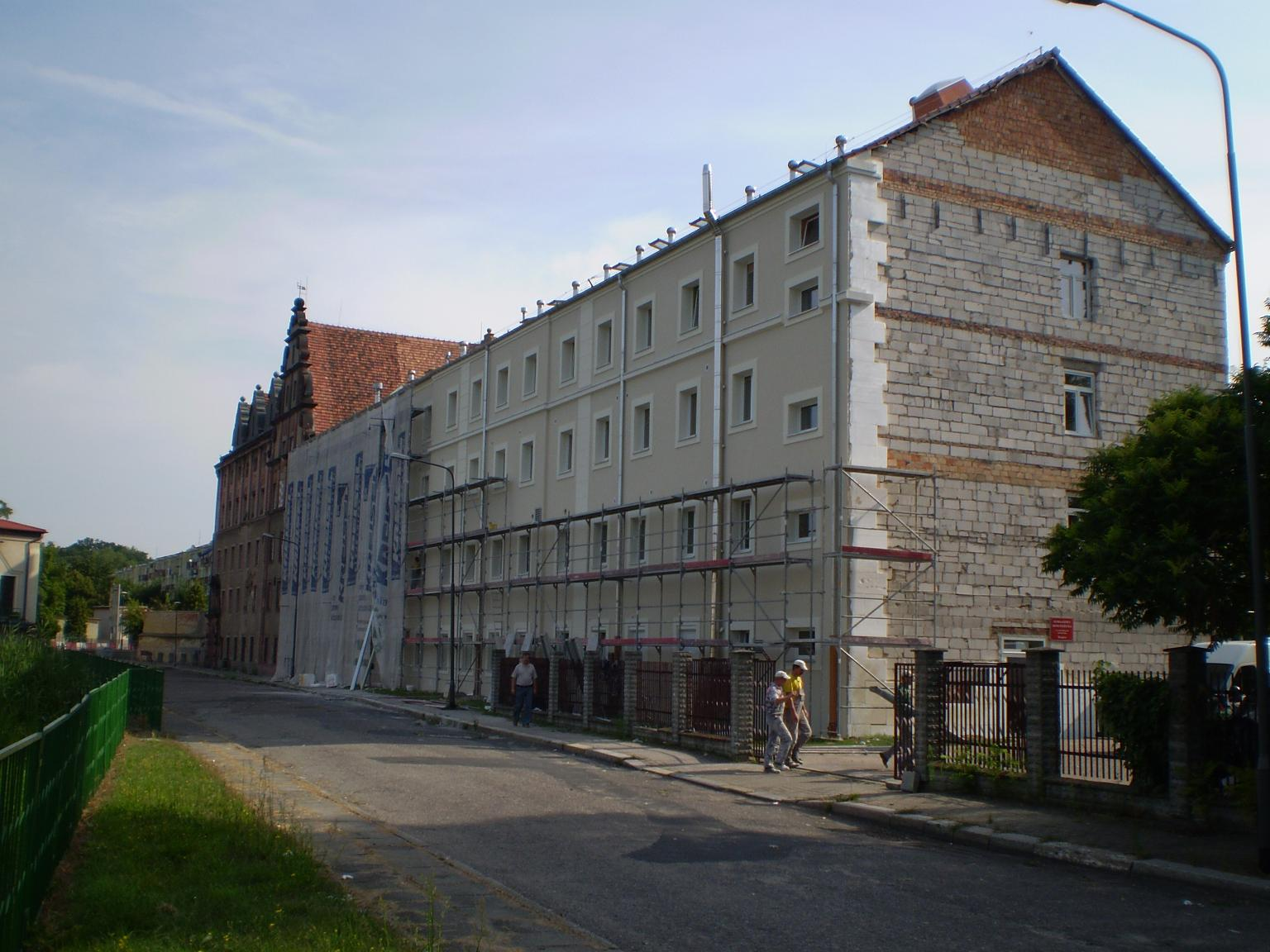
Antigo internato da Escola Profissionalizante
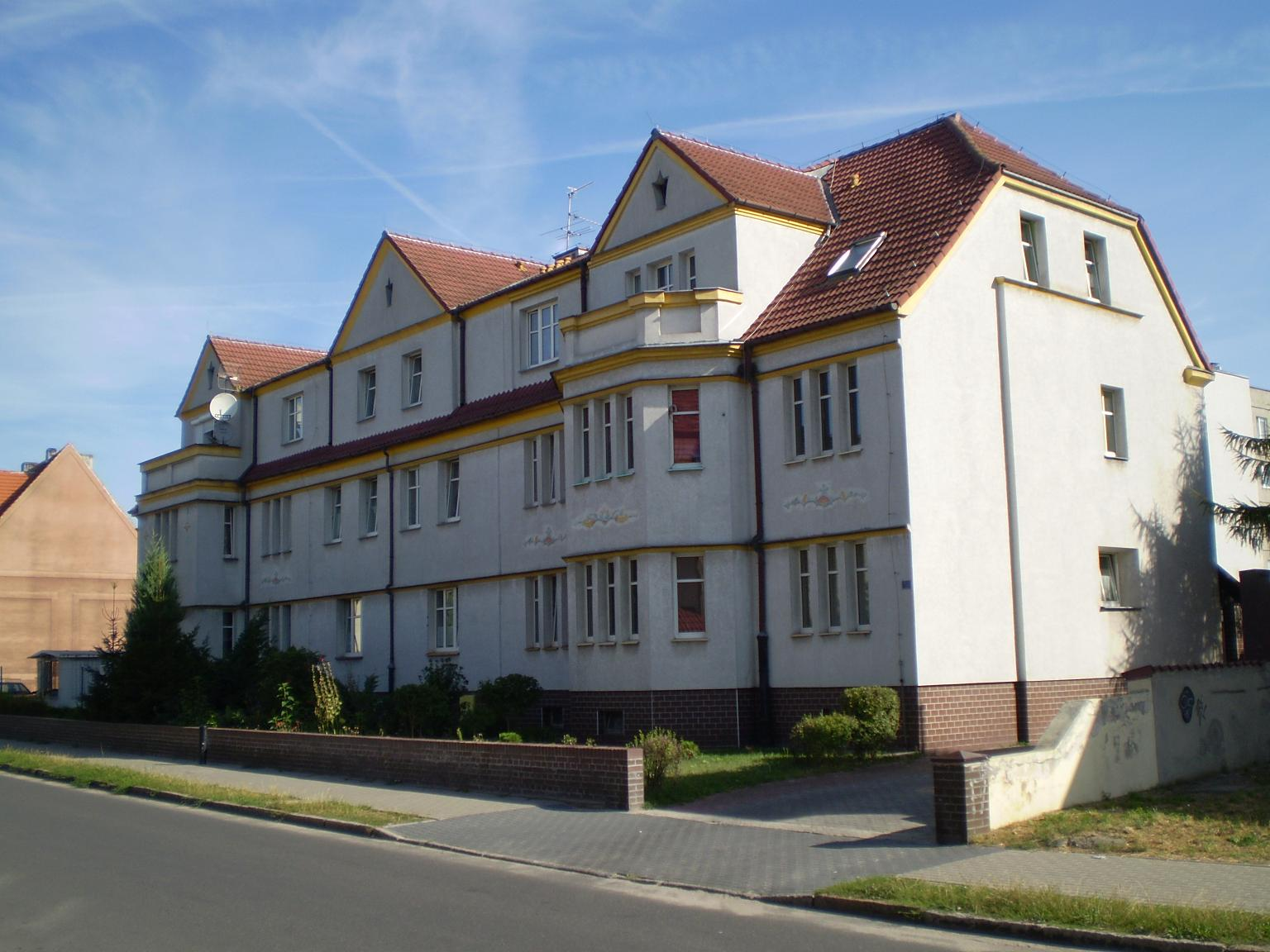
Antiga Faculdade de Medicina

Medalha comemorativa do Ensino Médio em Gubin
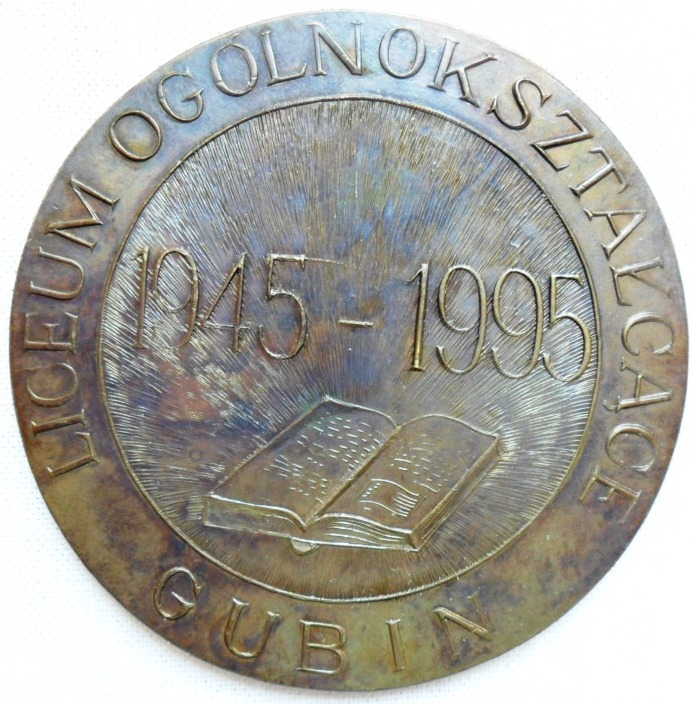
anverso
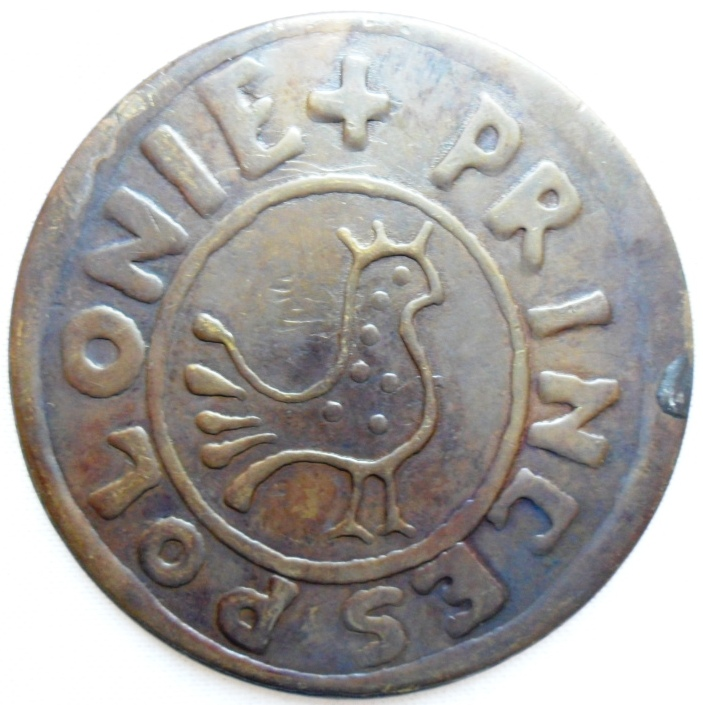
reverso

Em 1945, começou a organização da educação em Gubin do pós-guerra; um grande problema na época era encontrar locais adequados para as escolas.
A escola da rua Świerczewskiego (a futura Escola Primária n.º 2) foi usada pelo Escritório de Repatriação do Estado. O prédio na rua Racławicka (antiga escola para surdos e mudos, mais tarde Escola Primária n.º 1) foi severamente danificado. O incêndio danificou a parte superior e o telhado da escola na rua Piastowska (antiga escola profissionalizante para meninas). Apenas o prédio da Escola Normal Superior na rua Warszawska (atual rua Obrońców Pokoju) sobreviveu. O ensino começou em 6 de setembro de 1945 e as classes I a VI para crianças em idade escolar e uma para alunos mais velhos foram organizadas aqui. A equipe de professores era composta inicialmente por quatro professores, mas depois de algum tempo o número aumentou para oito.
Uma escola secundária também foi fundada no mesmo prédio. No final de novembro, o número de alunos da escola secundária de Gubin era de 39. Na noite de 23 de fevereiro de 1946, houve um incêndio no prédio da escola na rua Warszawska; o prédio e a maioria de seus equipamentos foram queimados. Como resultado, o prédio parcialmente danificado na rua Racławicka, 2, foi reaproveitado como escola, pois era o prédio do antigo instituto para surdos e mudos. Ambas as escolas — primária e secundária — tiveram que suspender suas atividades por um tempo. Um prédio foi alocado para a escola secundária na rua Piastowska, 52/54. O prédio foi reformado e adaptado para uso escolar. A escola foi reaberta em 5 de março de 1946. Em 8 de março de 1946, o PUR em Gubin entregou o primeiro andar e a sala comum do prédio que ocupava na rua Świerczewskiego para a escola primária.
Em setembro de 1946, uma escola primária foi inaugurada na rua Raclawicka, 93. Em setembro de 1947, as classes mais antigas foram transferidas para a rua Swierczewskiego, criando assim a Escola Primária n.º 2.
Em 1948, a escola secundária foi dividida em um ginásio e uma escola secundária. A escola secundária de Gubin foi transferida para o prédio da escola primária na rua Świerczewskiego. A escola foi rebatizada de Escola Unificada de Ensino Fundamental e Médio e, mais tarde, de Escola Geral de Ensino Fundamental e Médio. No início da década de 1970, a Escola Primária n.º 2 foi renomeada como Escola Comunal Coletiva em Wałowice, com sede na Escola Primária n.º 2 em Gubin. De janeiro de 1976 a 1984, funcionou como a Escola Municipal Coletiva em Gubin. A partir de 1 de setembro de 1984, por decisão do Superintendente de Educação em Zielona Góra, voltou a se chamar Escola Primária n.º 2 em Gubin.
Em 1960, foi introduzida no plano de investimento a construção de uma nova escola em Gubin. A Escola n.º 3 começou a funcionar em 1 de setembro de 1963. O novo prédio da escola só foi colocado em uso em 6 de janeiro de 1964 e, até então, o ensino era realizado em instalações substitutas.
O início da educação especial em Gubin está ligado ao surgimento das classes especiais na Escola Primária n.º 1 no ano letivo de 1964/1965. A partir de setembro de 1965, um prédio na rua Piastowska foi alocado para as classes especiais. A partir de setembro de 1966, a filial tornou-se independente e criada uma Escola Primária Especial. Em 1976, a escola recebeu o nome de M. Konopnicka. Em 1984, a escola foi reorganizada. Passou a se chamar Escola Especial e Centro Educacional de Gubin.
Foi somente em 1957 que a educação profissionalizante começou a ser implantada. Em 1 de setembro de 1957, a Escola Profissionalizante Básica de Gubin começou a funcionar. A escola funcionava em um antigo prédio da escola primária na rua Wyspiańskiego, n.º 14. Tinha oito salas de aula, duas das quais eram usadas como oficinas com uma estação de serviço. Os jovens (64 alunos) começaram a aprender em dois departamentos: vestuário (alfaiataria leve) e calçados (sapateiro industrial). No meio do ano letivo, o departamento de calçados foi transformado em um departamento de metais (serralheria), com a localização da oficina na rua Repatriants. Em 1960, a escola adquiriu um prédio na rua B. Chrobrego, 1, que abrigava oficinas de metal e vestuário, um dormitório com 80 lugares, uma cozinha com refeitório e duas oficinas. Em setembro de 1962, a Escola Técnica de Vestuário foi criada com base em uma escola primária com um ciclo educacional de cinco anos. Um total de 41 alunos iniciou seus estudos. Por ocasião do “Dia da Fibra”, em 1965, os funcionários da fábrica de roupas doaram uma faixa para a escola. No ano letivo de 1968/1969, o prédio da rua Racławicka, n.º 1, foi entregue após a reforma. A partir de 1 de setembro de 1969, a escola passou a ser composta por: Escola Básica de Vestuário, Escola Técnica de Vestuário, Escola Básica de Construção Profissional, Escola Técnica de Calçados e Vestuário para Trabalhadores. Em 1975, a escola passou a se chamar Complexo de Escolas Profissionalizantes.
Em 1959, a Escola Agrícola e de Horticultura foi inaugurada em Gubin. Ela estava localizada em parte do prédio usado pela Companhia de Construções Zielona Góra. Em 1960, o prédio foi totalmente entregue à escola e, no outono daquele ano, uma Escola Agrícola Básica de dois anos foi criada ao lado da Escola Agrícola e de Horticultura existente. A Escola Agrícola e de Horticultura, que funcionou de 1959 a 1964, formou 46 alunos para o mercado de trabalho. Em 1964, foi criada a Escola Agrícola Básica, bem como uma Escola Técnica Agrícola de três anos (com base na Escola Agrícola Básica).
Em 1962, por iniciativa do então diretor do hospital, foi criada uma Escola de Auxiliares de Enfermagem em Gubin. A primeira turma estava localizada no prédio da sede da Milícia Cívica do Distrito, na rua Kosynierów. No ano letivo de 1963/1964, a escola recebeu a classificação de escola secundária. Em 1965, o prédio foi entregue à Escola secundária de Medicina para propriedade. Em 1979, a escola secundária passou por outra reorganização e, como escola profissionalizante, foi incorporada ao Complexo de Escolas Profissionalizantes.
A Escola Estadual de Música de primeiro grau em Gubin foi criada pelo decreto n.º 55 do Ministro da Cultura e Arte de 17 de agosto de 1974, inicialmente como uma filial da escola de música de Krosno. A partir do ano seguinte, a Escola Estadual de Música de Gubin passou a funcionar como uma instituição artística independente. Em 1977, com o Centro Artístico Social, a escola foi instalada em um prédio na rua Piastowska.

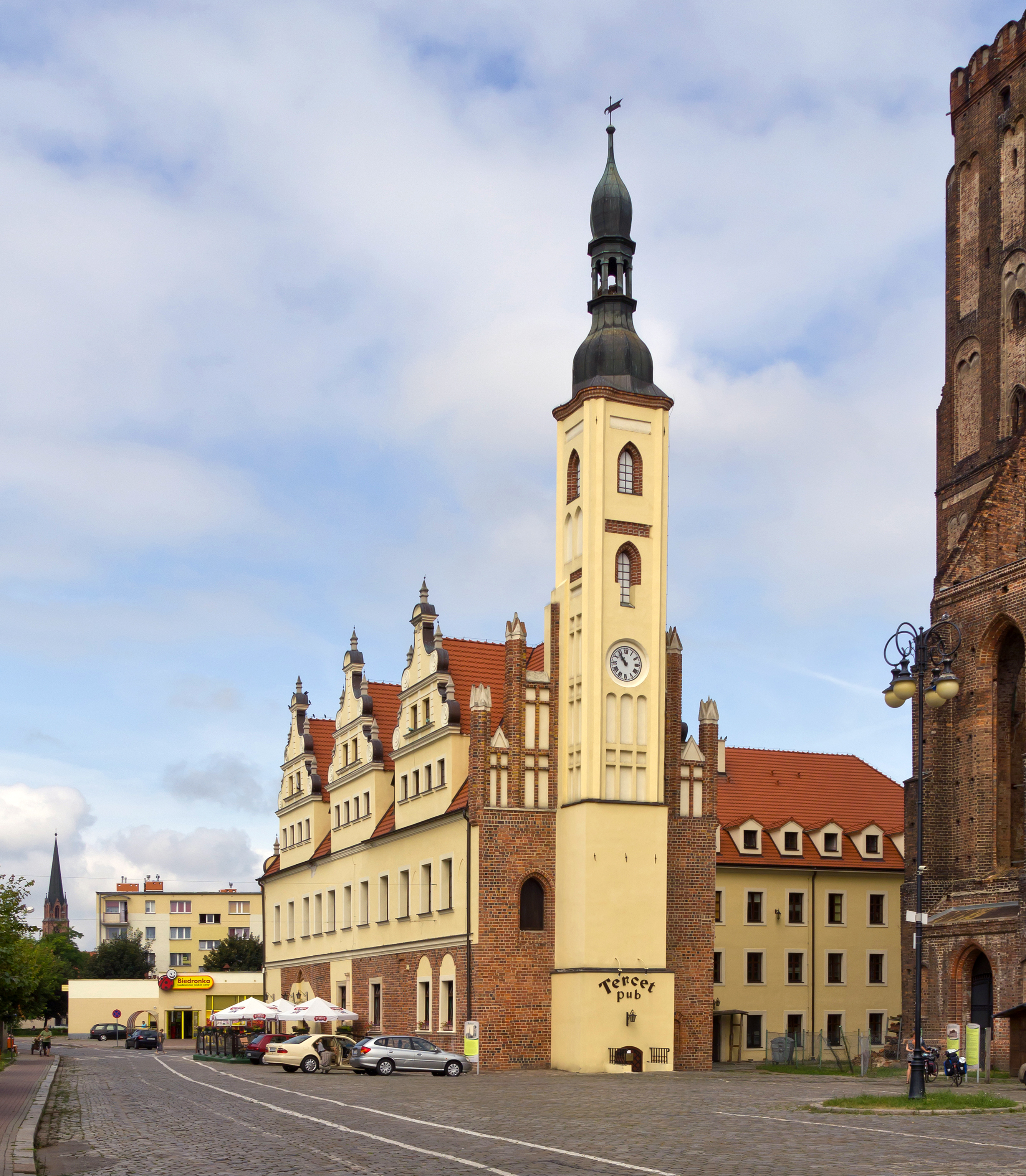
Antiga prefeitura — Casa da Cultura de Gubin

## Cultura
Gubin na literatura:
- Uma cidade chamada Gubin aparece no romance “Siedem pigułek Lucyfera” (As sete pílulas de Lúcifer), de Sergiusz Piasecki. O personagem principal visita essa cidade em 1945.
- No romance “Kocioł” (O Caldeirão), de Larry Bond, a “5. Saska dywizja Zmechanizowana z Gubina” (5.ª Divisão Mecanizada Saxônica de Gubin) está envolvida nas batalhas entre poloneses e alemães perto do vilarejo de Zasieki.
- Gubin também aparece no romance “A Short History of Tractors in Ukrainian” (Uma breve história dos tratores em ucraniano) de Mariana Lewycka, uma escritora britânica de origem ucraniana. Durante a Segunda Guerra Mundial, um dos protagonistas foge de Gubin para a Europa Ocidental.
- O nome Gubin também é mencionado na terceira parte da Trilogia Hussita “Lux perpetua”, de Andrzej Sapkowski.

## Esportes
A vida esportiva em Gubin remonta aos primeiros momentos após a libertação. No entanto, um movimento esportivo organizado em Gubin começou com o surgimento do Escritório Distrital de Educação Física e Organização Militar em 15 de novembro de 1946.

Esportes em Gubin
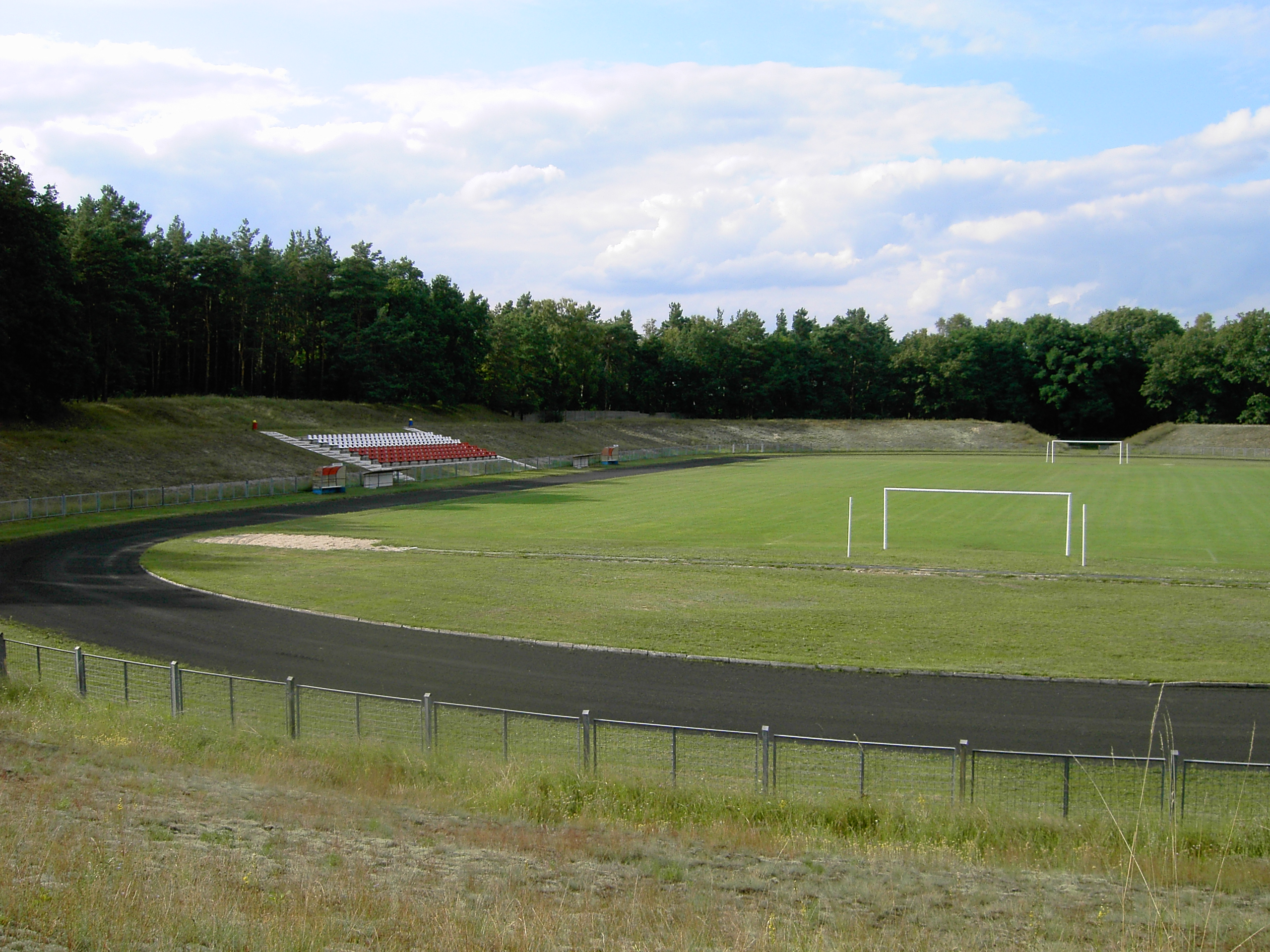
Estádio Municipal de Gubin
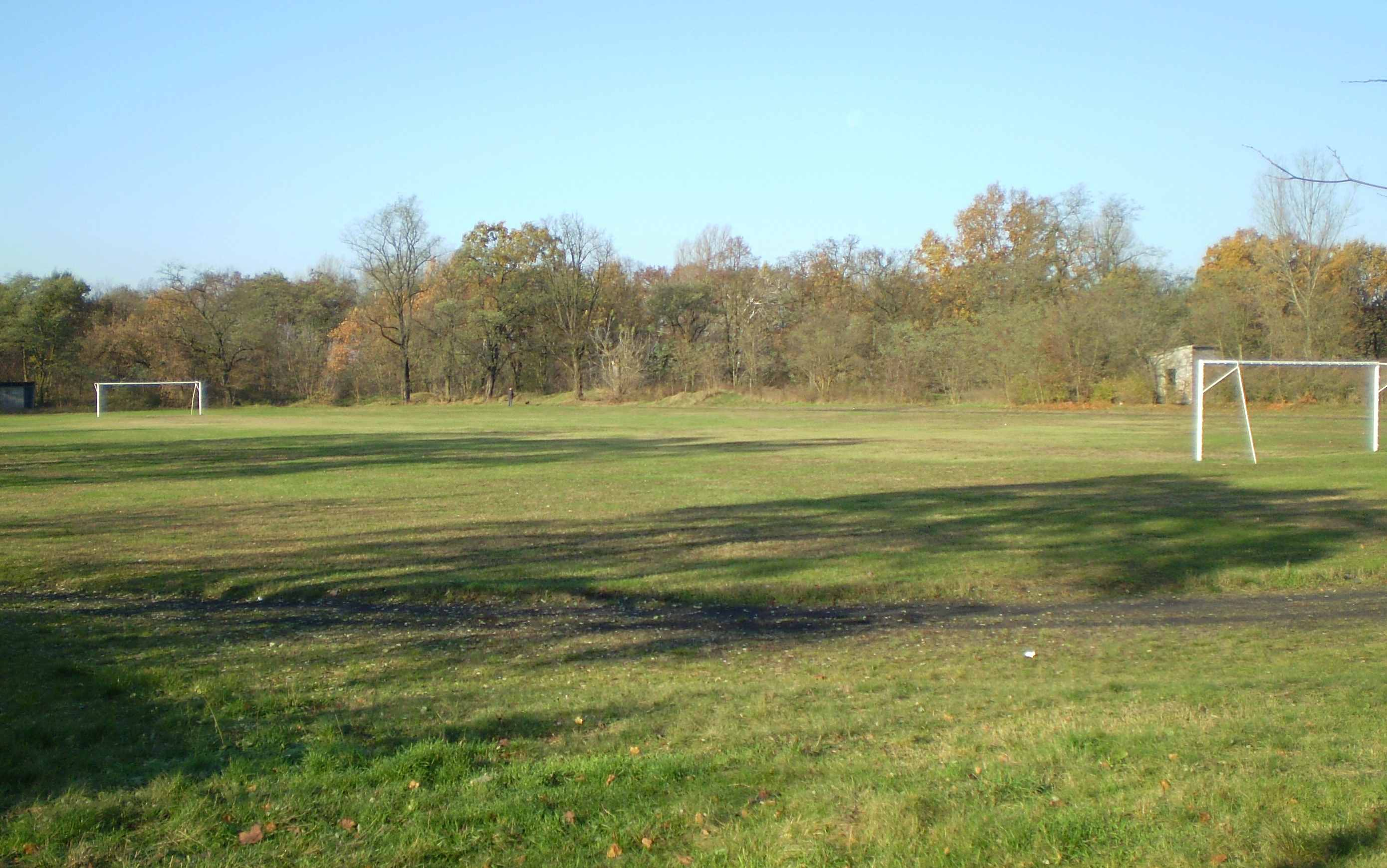
Estádio na rua Sportowa
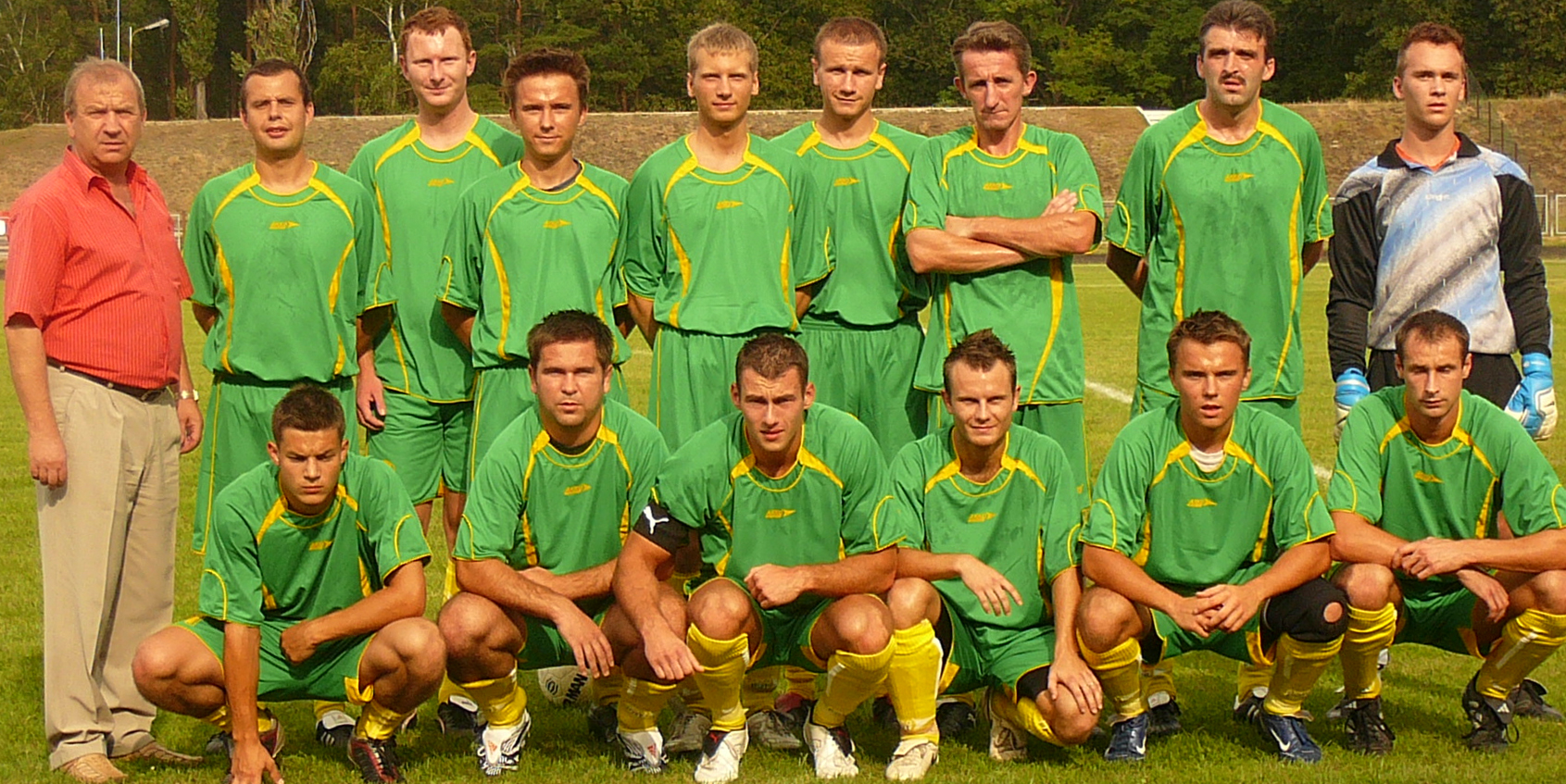
Equipe do Carina Gubin na temporada 2007/2008
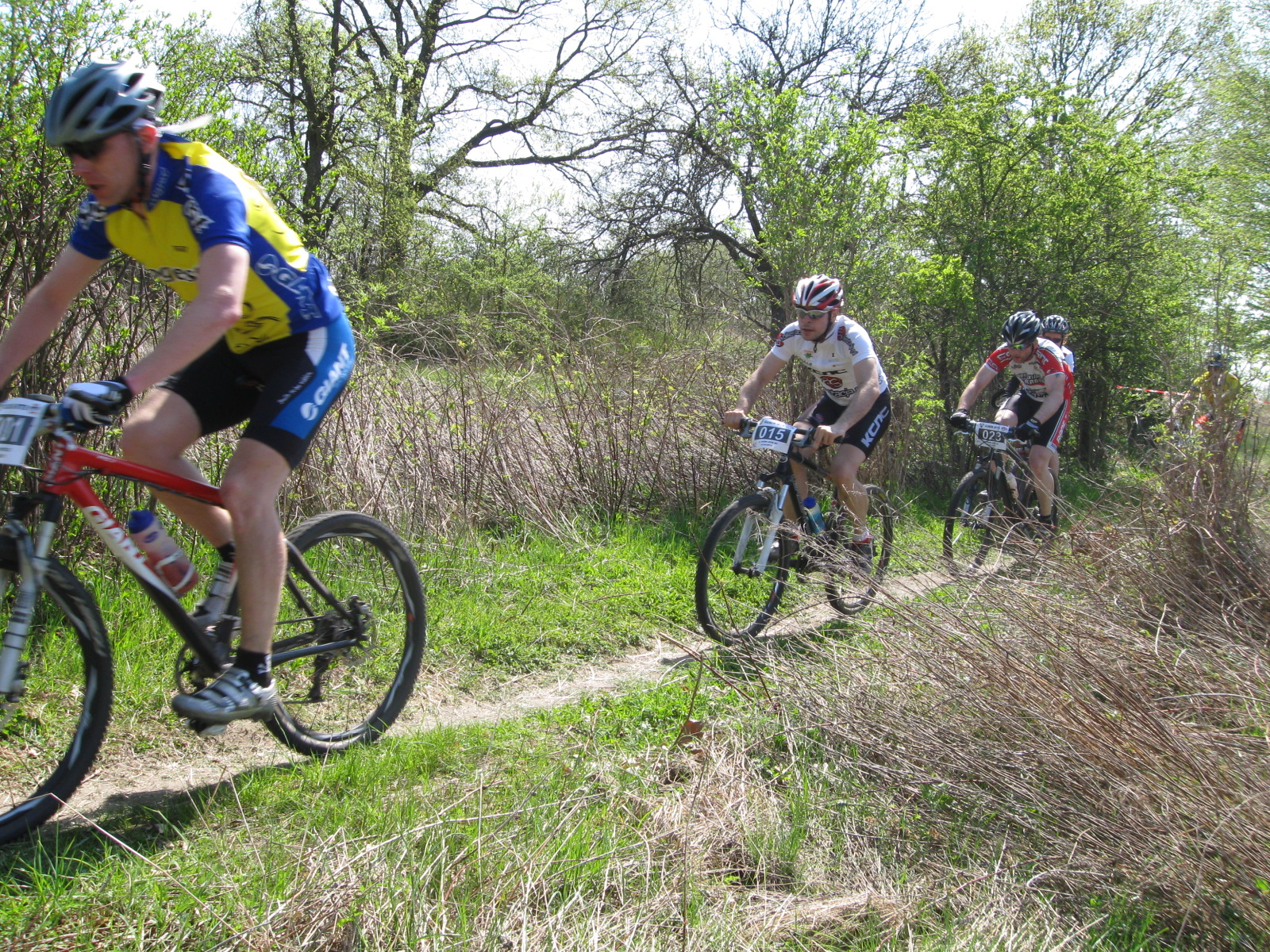
No percurso da 2.ª Corrida MTB Gubin em 25/04/2010

### Clubes esportivos em Gubin

#### Pionier Gubin
Na primavera de 1946, foi fundado o Clube Esportivo “Pionier”. Seus fundadores eram trabalhadores ferroviários. A diretoria era formada por funcionários das Ferrovias Estatais Polonesas, e os jogadores eram recrutados entre os ferroviários e moradores de Gubin. Inicialmente, o clube recebeu o nome de Clube Ferroviário de Gubin. Quando foi registrado na Associação Regional de Futebol de Poznań, no outono de 1946, o nome do clube era Esporte Clube Ferroviário “Pionier” em Gubin. Em 1949, o time competiu no sétimo grupo da Classe B de Poznań (o terceiro nível da competição) e, ainda no mesmo ano, a maioria dos jogadores e ativistas ferroviários deixou Gubin, e os demais jogadores não ferroviários se mudaram para o Clube Esportivo “Gwardia”.

#### Gwardia Gubin
Em 1946, foi organizado um Círculo Esportivo da Milícia em Gubin, dissolvido após alguns meses de funcionamento. A produção, embora muito modesta, foi assumida pelo Clube Esportivo “Gwardia”. O Clube Esportivo “Gwardia” foi registrado na Associação Distrital de Futebol em Poznań e, a partir de 1950, em Zielona Góra, e participou da competição Classe A. O campo de jogo era o estádio da rua Sportowa. O clube foi dissolvido em 1955.

#### Carina Gubin
Em janeiro de 1950, foi fundado o Clube Esportivo “Spójnia”. Ele era administrado pelo sindicato da empresa estatal Zakłady Zbożowe (Fábrica de Grãos) e, mais tarde, pela Cooperativa de Reparos e Construção “Nowa Era”.
Em 1952, a equipe ficou em 2.º lugar na primeira classe do campeonato (3.º nível da competição), o que continua sendo o melhor desempenho do clube na liga. A partir de 1954, o clube passou a ser conhecido como “Sparta”. Havia seções de futebol, basquete e boxe. Em fevereiro de 1957, ele se reorganizou como Clube Esportivo Civil-Militar “Polonia”, operando na fábrica de calçados e roupas de Gubinsk. Em 1958, o Clube Esportivo “Ogniwo” de Gubin juntou-se ao Polonia. A ineficiência organizacional levou a uma redução nas atividades do clube e, em julho de 1962, ele foi renomeado para Clube Esportivo Militar “Gubinianka”, que, na temporada de futebol de 1964/1965, participou do nível central da Copa Polonesa de Futebol.
Em 25 de agosto de 1966, o Clube Esportivo “Granica” Gubin foi formado a partir da fusão do Gubinianka e do Clube Esportivo “Nysa”, formado em 7 de setembro de 1961 (jogando no campo da rua Budziszyńska). Em janeiro de 1975, a assembleia-geral de membros aprovou uma resolução para mudar seu nome para Clube Esportivo da Empresa “Carina” e, em 1978, para Clube Esportivo Interempresarial “Carina”. O time venceu a Copa da Polônia ao nível provincial em 1987 e jogou no nível central da Copa da Polônia de futebol pela segunda vez em sua história, além de vencer o campeonato distrital na temporada 1991/1992. Em 1998, o Carina terminou em 3.º lugar na 4.ª divisão. O time joga suas partidas em casa no Estádio Municipal de Gubin.
Também houve uma seção de xadrez no clube por muitos anos, com reuniões realizadas duas vezes por semana na “Casa do Soldado”, na rua Piastowska. O clube participou de jogos da liga provincial.

#### Sparta Gubin
Em 1 de abril de 1993, a Associação Esportiva Gubin “Sparta” foi fundada para popularizar o jogo de handebol feminino. Em 19 de abril de 1993, ela adquiriu personalidade jurídica. Em 1995, obteve seus primeiros sucessos ao vencer o campeonato da macrorregião de meninas juniores. No mesmo ano, as jogadoras do “Sparta” participaram da Copa Europeia Aberta para equipes de clubes na Dinamarca.

#### Outros
Na primavera de 1946, um grupo de ativistas esportivos fundou o Círculo Esportivo “Orlęta”. Em 1950, os jogadores foram transferidos para a Equipe Esportiva do Povo na Cooperativa Comunitária.
Em 10 de novembro de 1950, o Círculo Esportivo Escolar “Blyskawica” foi criado na Escola Secundária de Gubin. Ele tinha duas seções: basquete e vôlei. Durante a reunião dos formandos do ensino médio em 1965, o nome foi alterado para SKS “Chrobry”.
Em 1984, a Escola Primária n.º 4 de Żagań ficou em 2.º lugar no campeonato provincial de xadrez por equipes, avançando para os campeonatos da macrorregião da Baixa Silésia, onde também ficou em 2.º lugar e avançou para o torneio final dos campeonatos poloneses.
Em 1994, o clube de caratê foi fundado, e seu núcleo era a seção de caratê, fundada em 1984 (tinha três amadores da arte marcial oriental). Os organizadores da seção eram Krzysztof Dubiel e Bogdan Surowiec. Os sucessos do clube incluem a conquista do campeonato macrorregional em 1994 e 1995 por Radosław Naumowicz, que chegou às oitavas de final no campeonato sênior polonês.

## Comunidades religiosas

Igrejas em Gubin
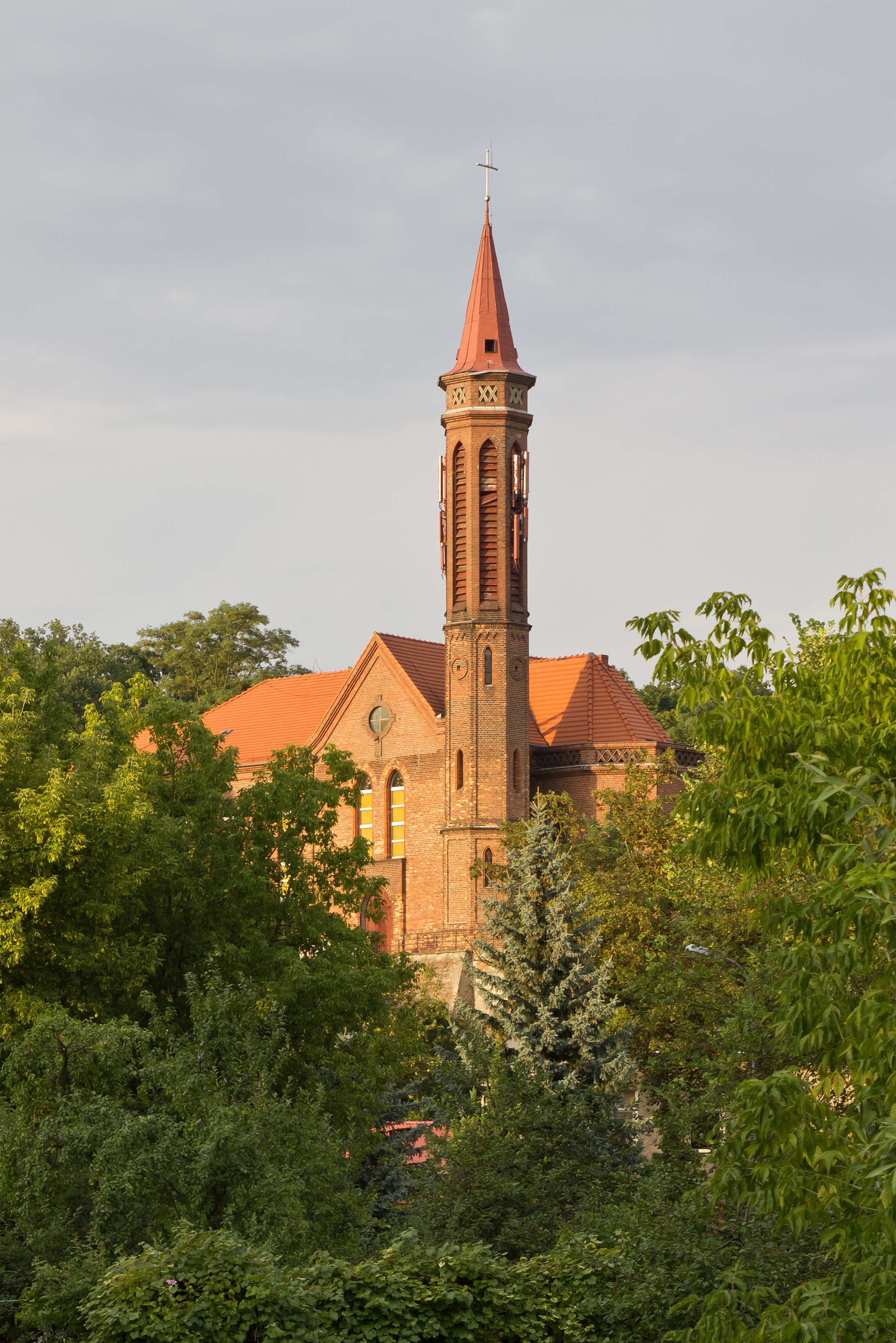
Igreja da Santíssima Trindade
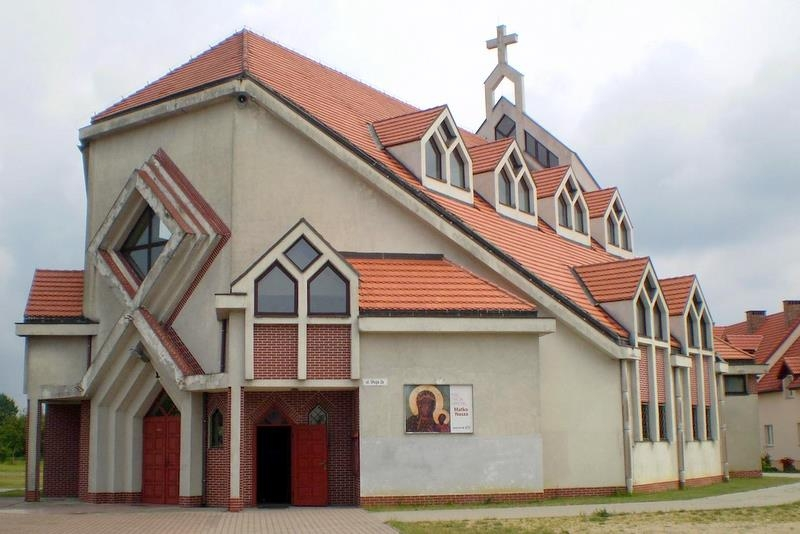
Igreja de Nossa Senhora de Fátima
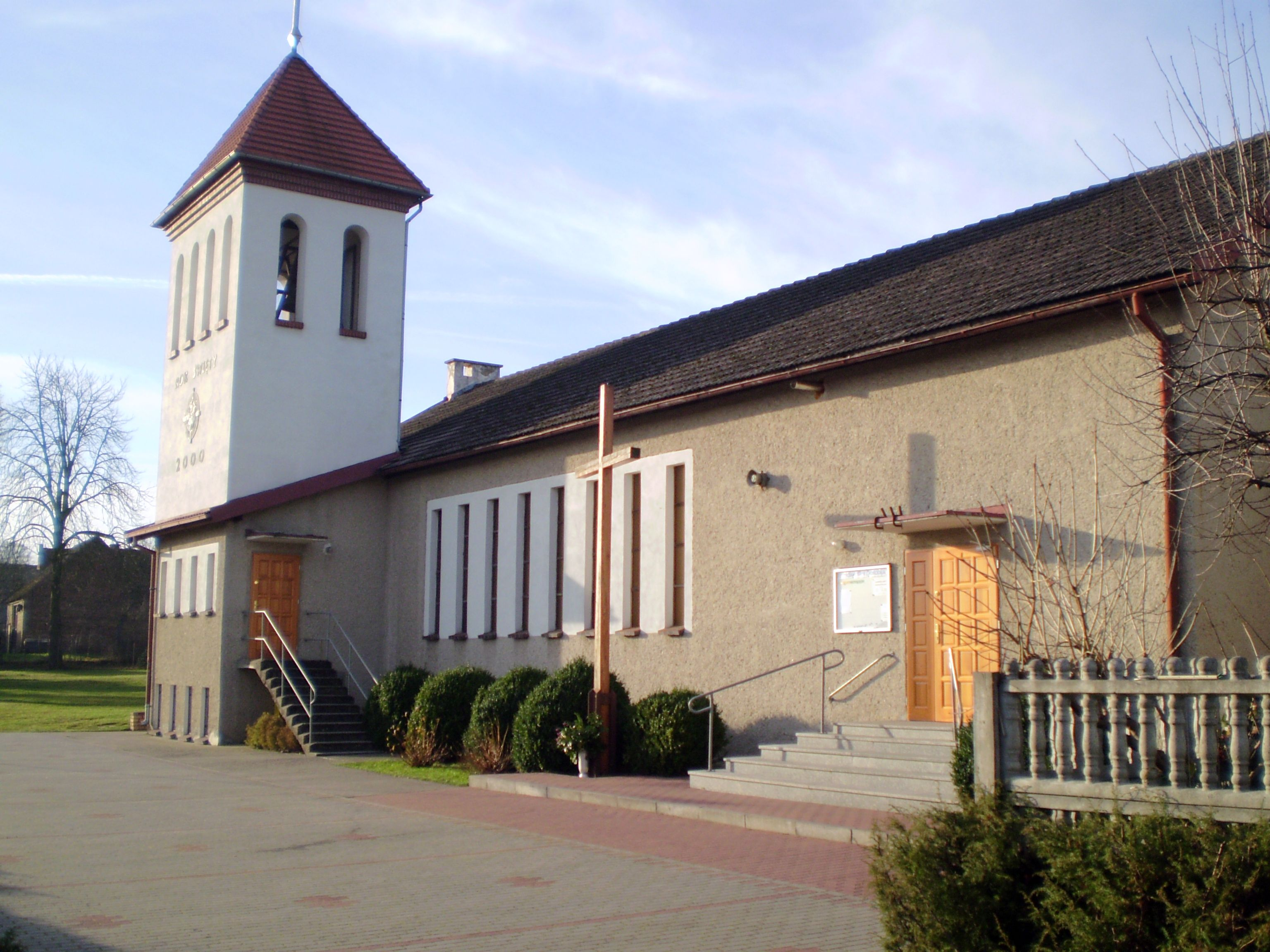
Igreja da Elevação da Santa Cruz
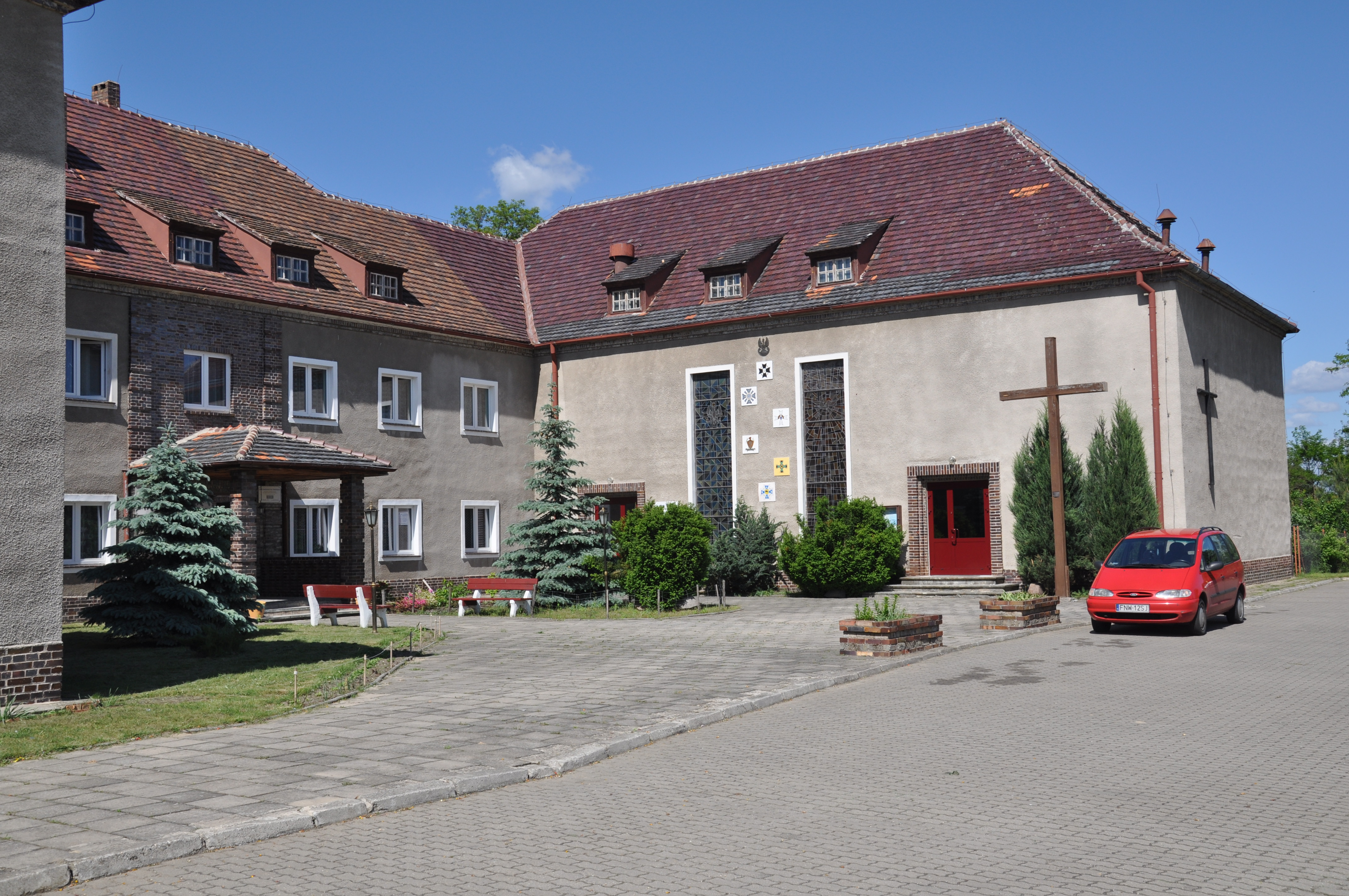
Igreja da Guarnição

As seguintes associações religiosas estão ativas na cidade:
Igreja de Deus em Cristo
- Igreja “Ágape”[45]

Igreja Católica de Rito Latino
- Igreja paroquial da Santíssima Trindade[46]
- Igreja paroquial de Nossa Senhora de Fátima[47]
- Igreja paroquial da Elevação da Santa Cruz em Komorowo[48]

Igreja Nova Apostólica
- Igreja Nova Apostólica[49]

Igreja Pentecostal
- Igreja Pentecostal de “Belém” em Gubin[50]

Testemunhas de Jeová
- Igreja das Testemunhas de Jeová e Salão do Reino